# Biserica romano-catolică din Cetatea Oradea

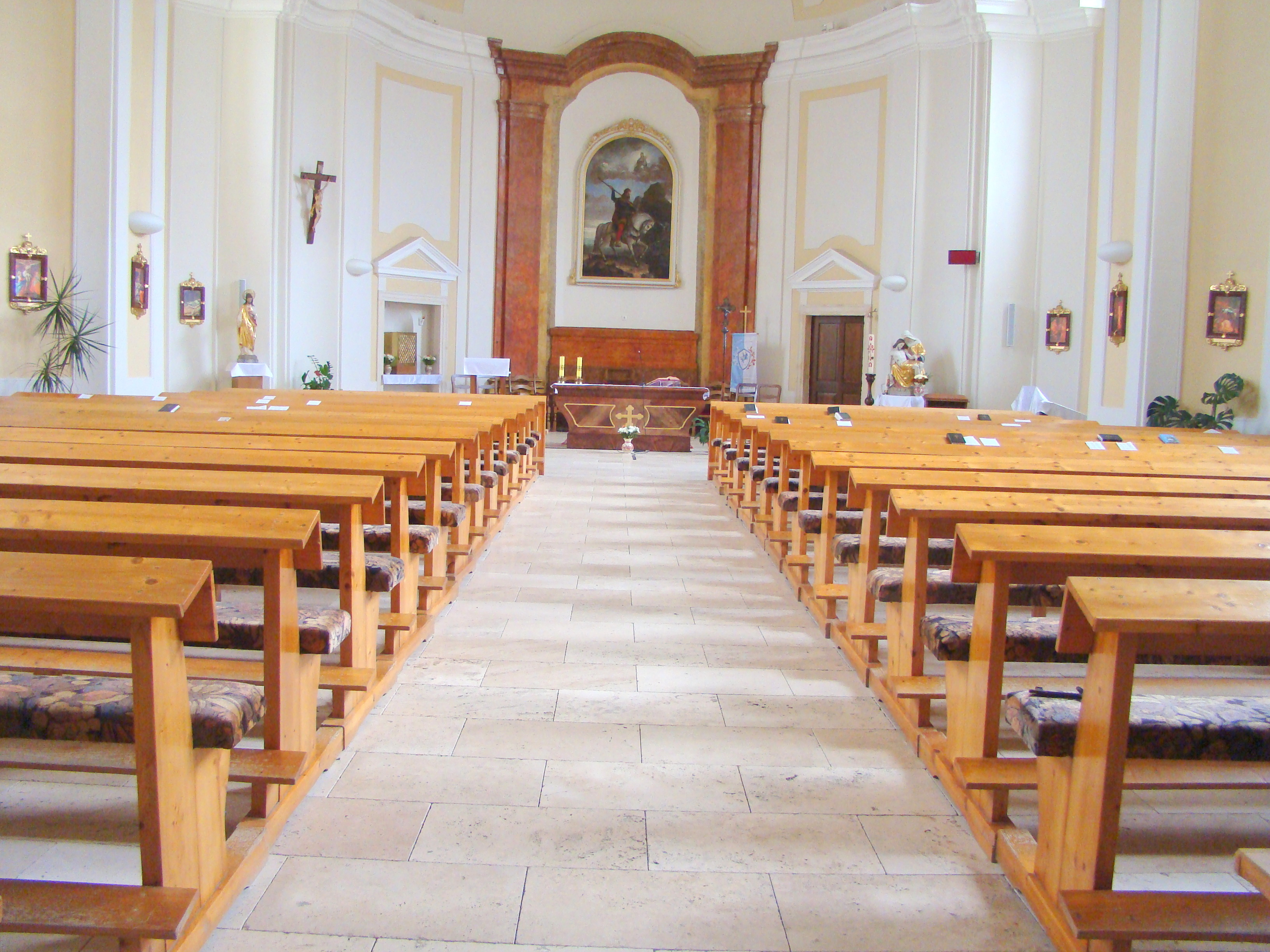
Nava spre altar

Biserica Cetății  este o biserică romano-catolică din Oradea, monument istoric și de arhitectură. Lăcașul de cult datează din anul 1775, fiind una dintre cele mai vechi clădiri ecleziastice ale orașului.

## Biserica
Biserica este parte integrantă a Palatului Princiar din incinta Cetății Oradea și datează, conform cercetărilor și documentelor existente, din anul 1775. Biserica a fost construită conform planurilor propuse de inginerul-arhitect Lodovico Marini, în stilul barocului provincial.
Edificiul este de plan dreptunghiular, cu o boltă semicilindrică și absida altarului semicirculară, dar încastrată în corpul de nord-est al cetății. 
În 1836 a fost mistuită de un incendiu puternic, episcopul Lajcsák Ferenc fiind cel care a inițiat reconstruirea clădirii bisericii. Acoperișul turnului, inițial baroc, a devenit în urma reconstruirii, o simplă piramidă patrulateră acoperită inițial cu țiglă, iar în prezent cu tablă.
După anul 1949 biserica a fost transformată în depozit. În anul 1992, lăcașul de cult a fost restaurat, reluându-și funcțiunea inițială.
În prezent este biserica parohială a comunității romano-catolice de limbă slovacă din Oradea.
Biserica din Cetate se bucură de un prestigiu deosebit pentru că aici este considerat a fi locul în care a fost înmormântat Sfântul Rege Ladislau, în basilica romanică din secolul XI. Nu există însă informații detaliate despre forma și arhitectura catedralei ctitorită de Sfântul Ladislau spre finele secolului al XI-lea și nu există practic nici o legătură între catedrala medievală și actuala biserică din cetate.

## Imagini din exterior

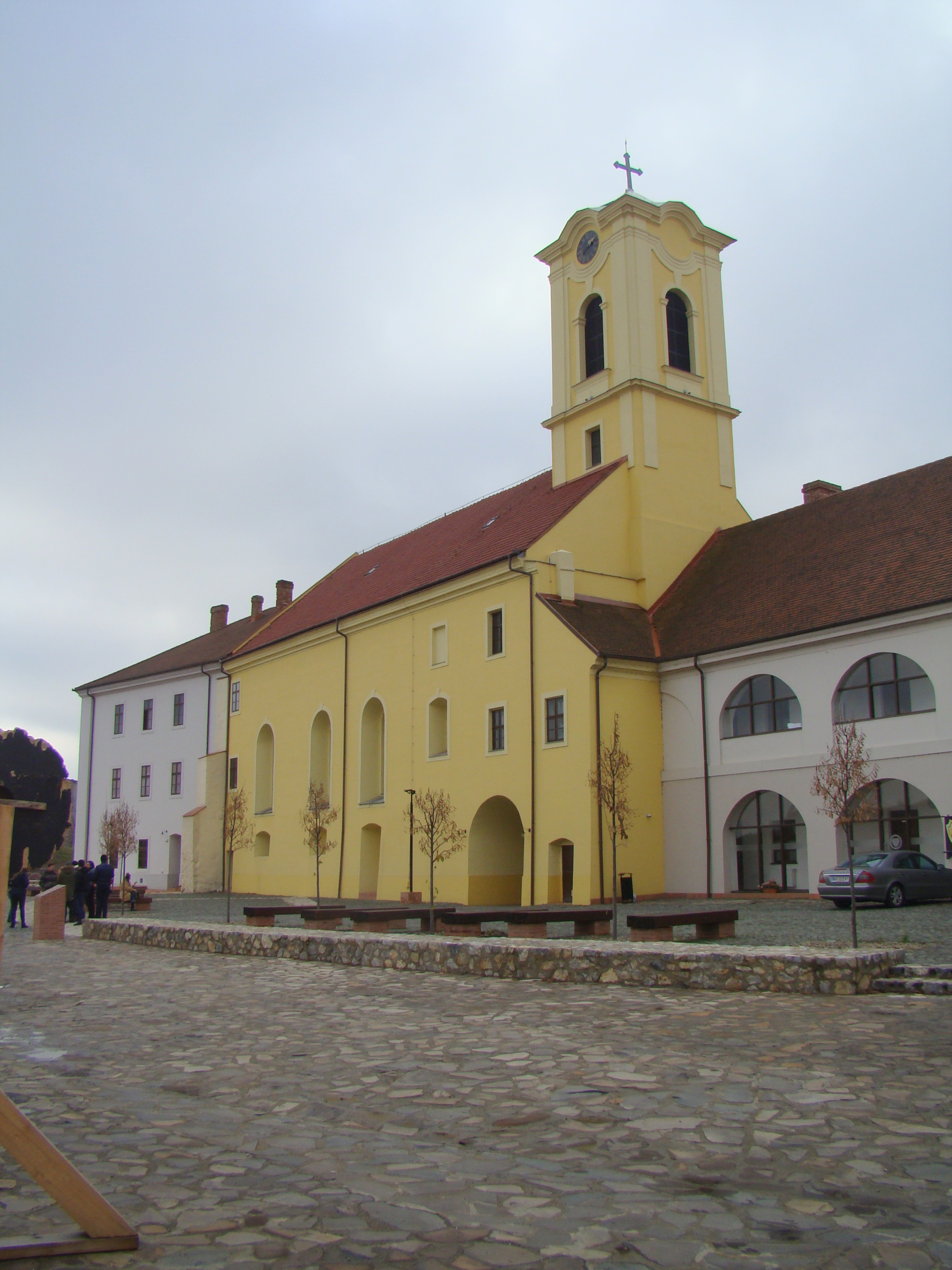
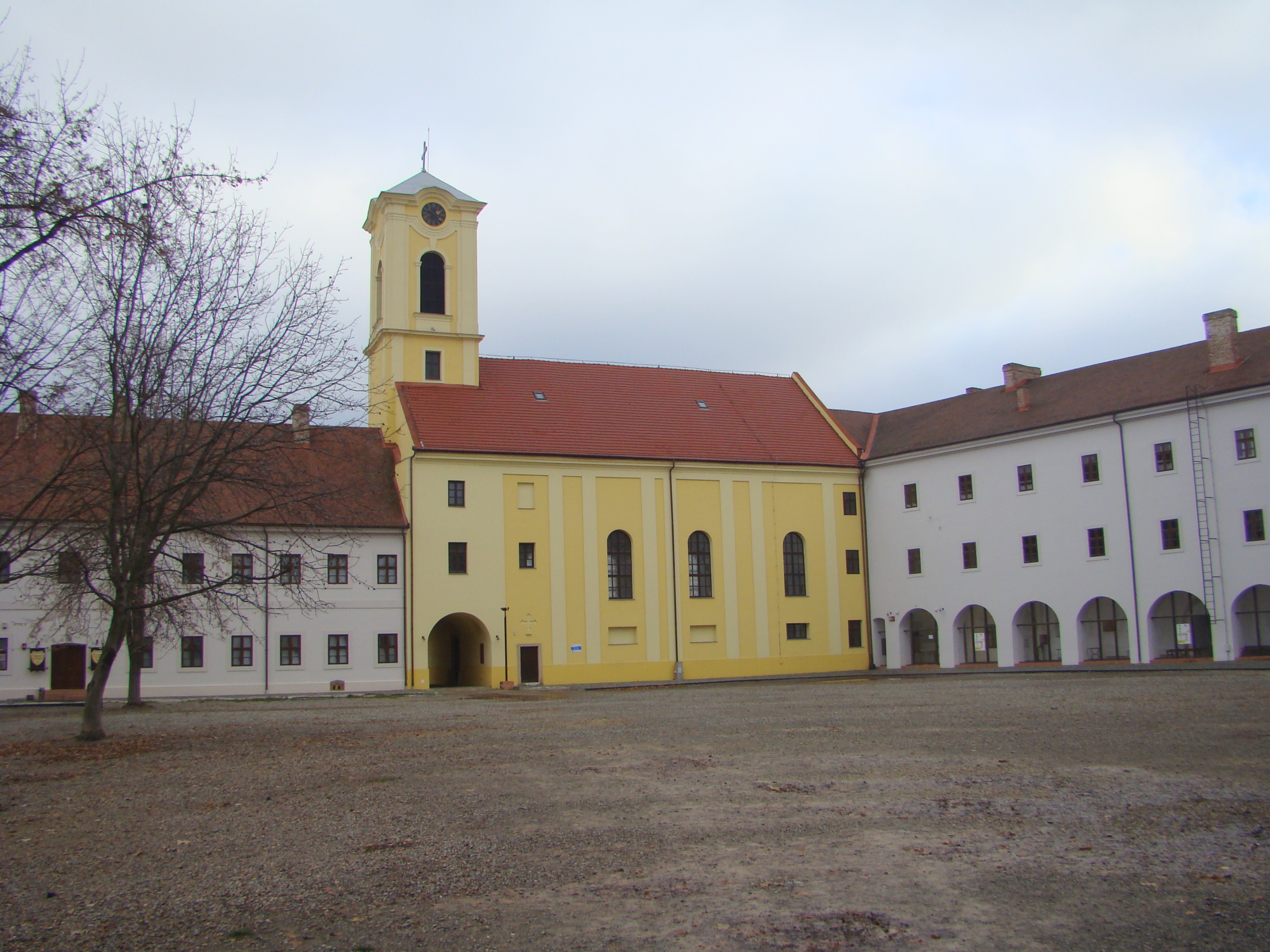
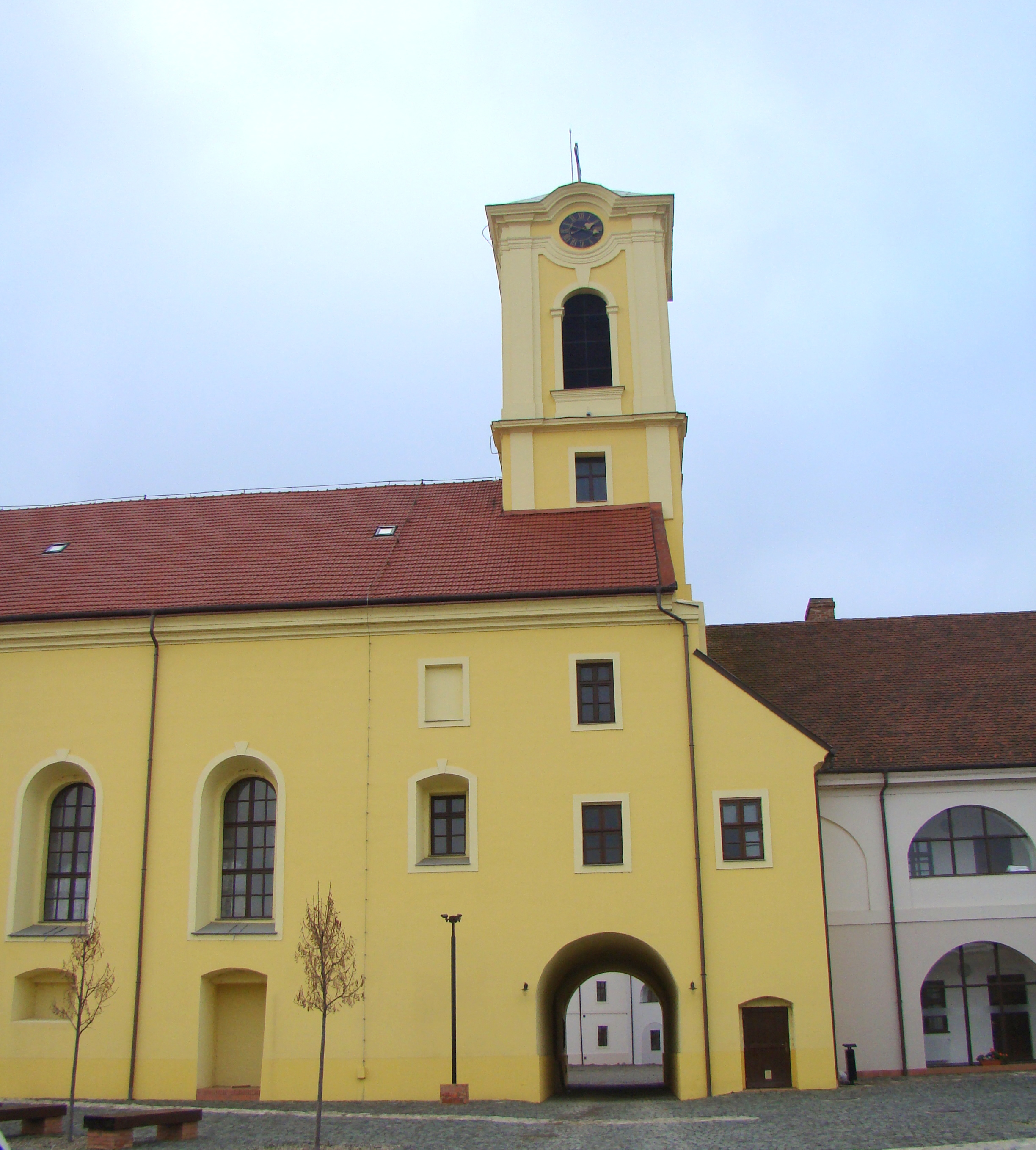
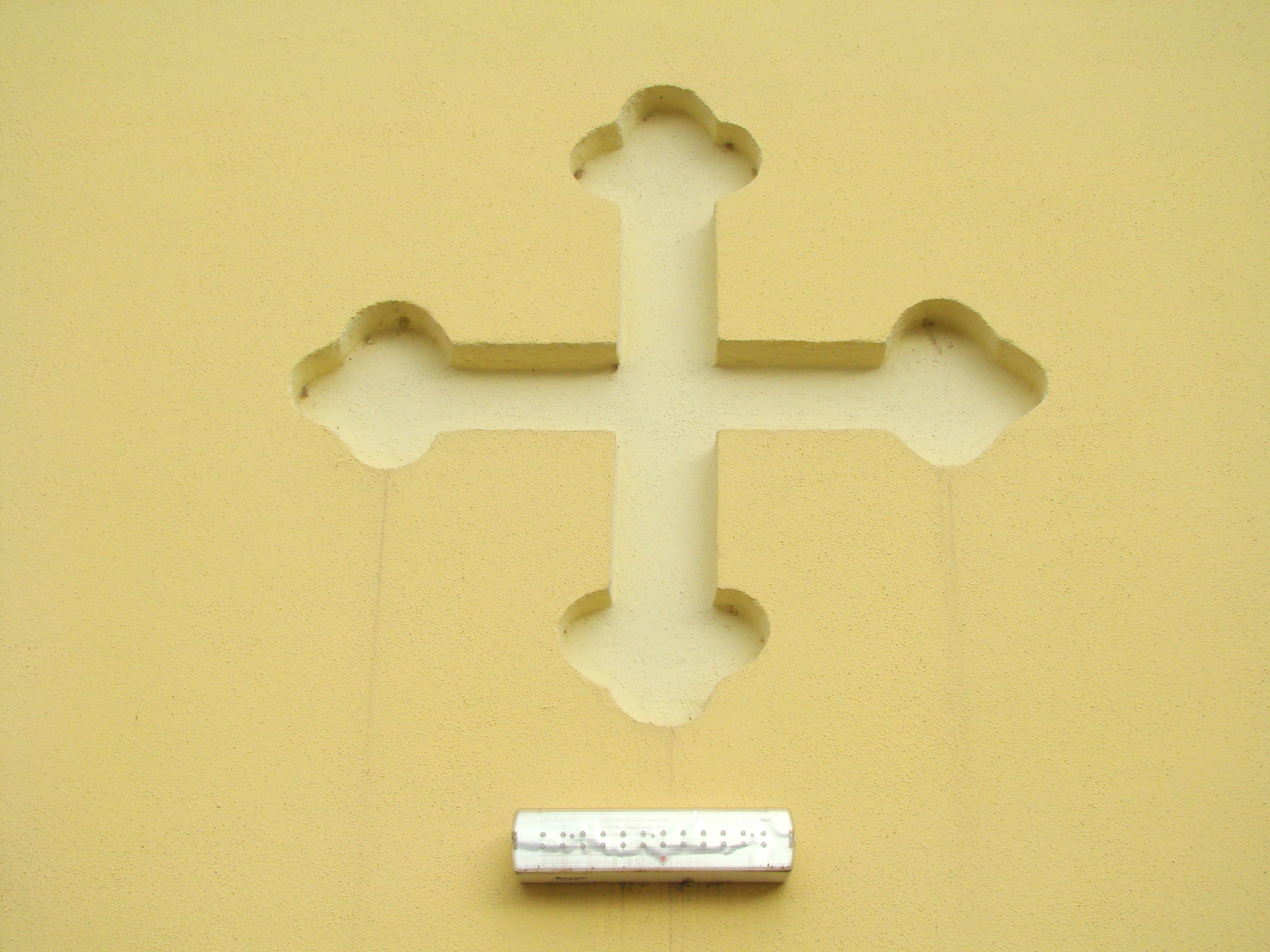
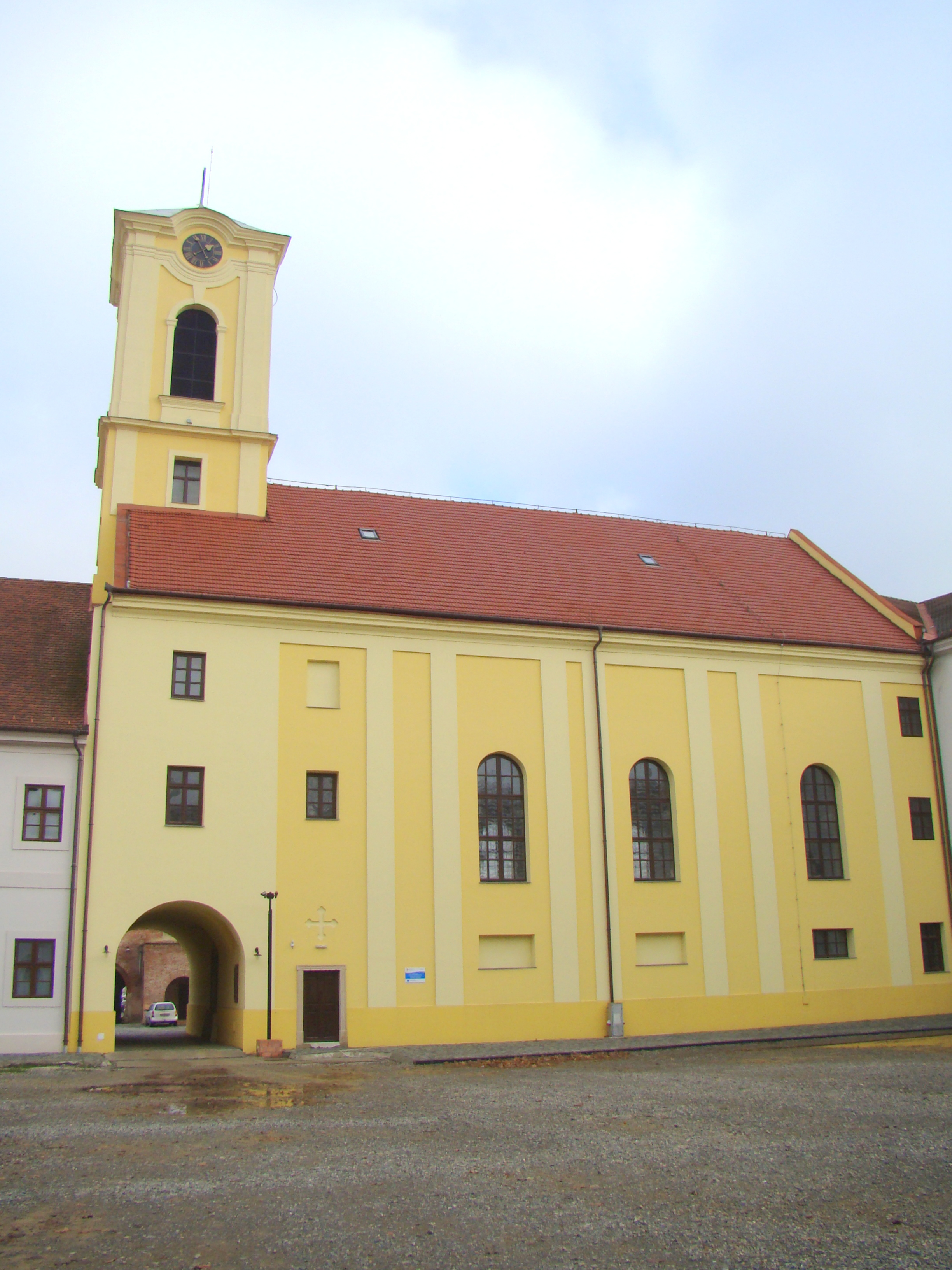
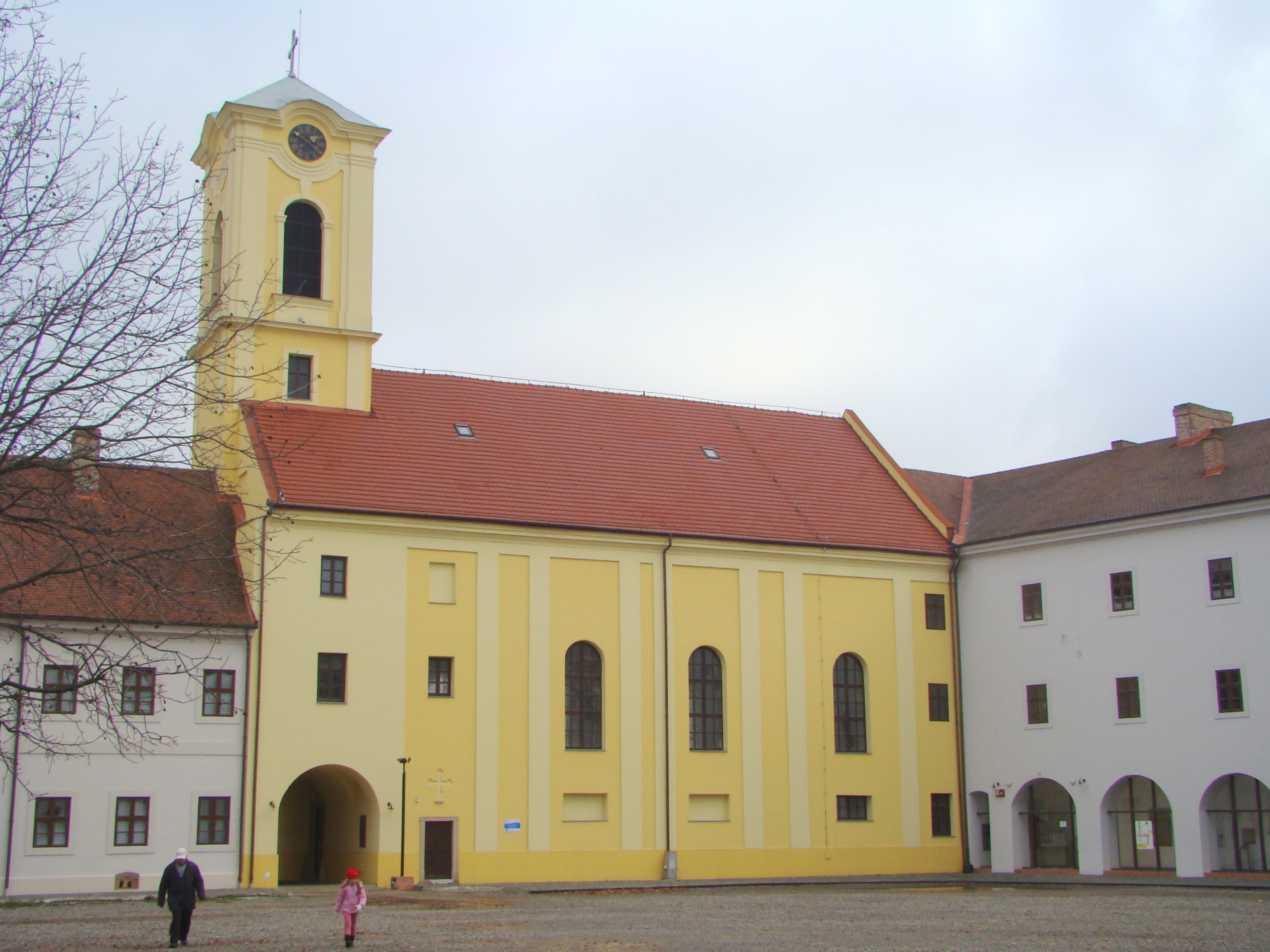
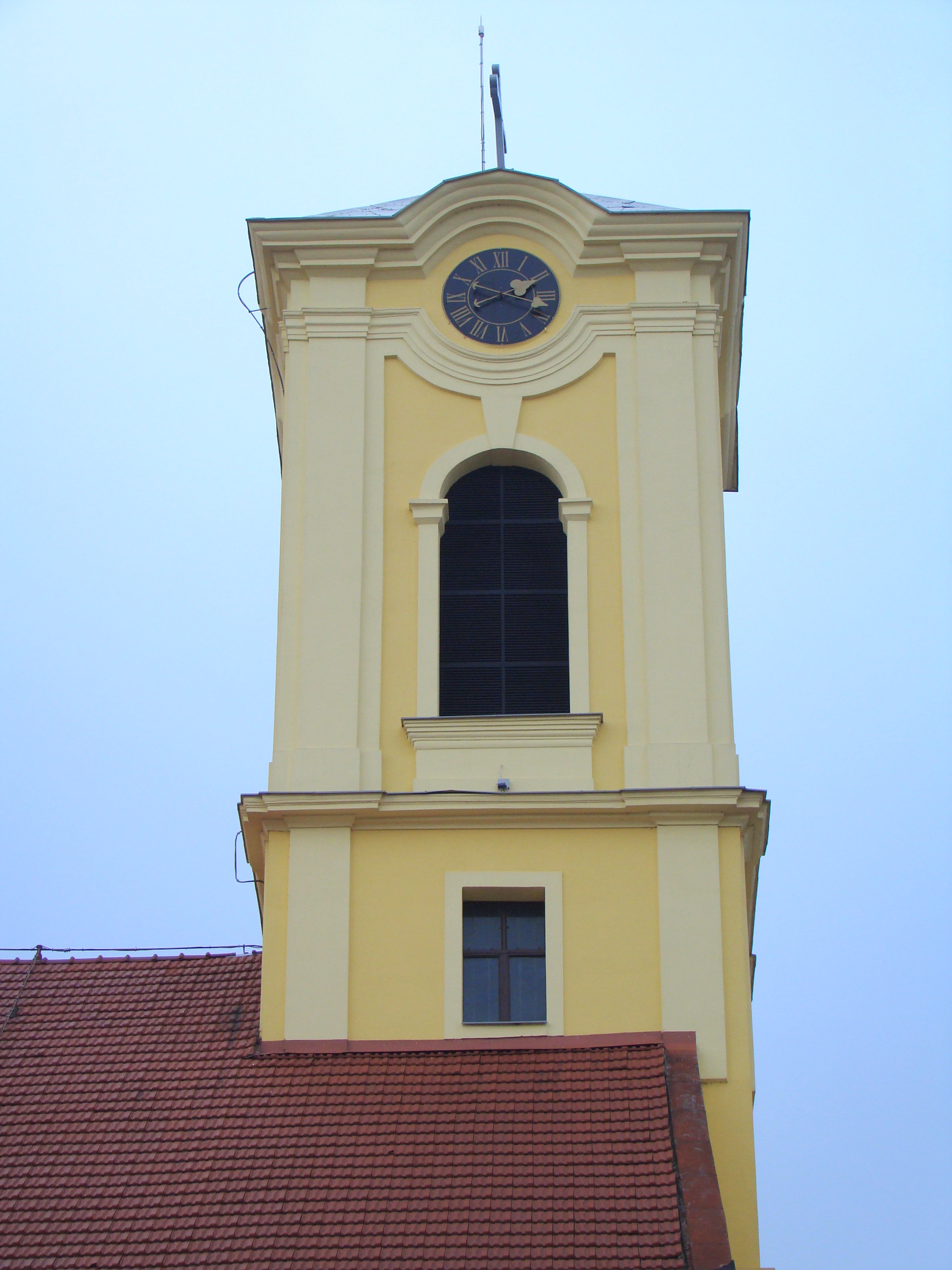
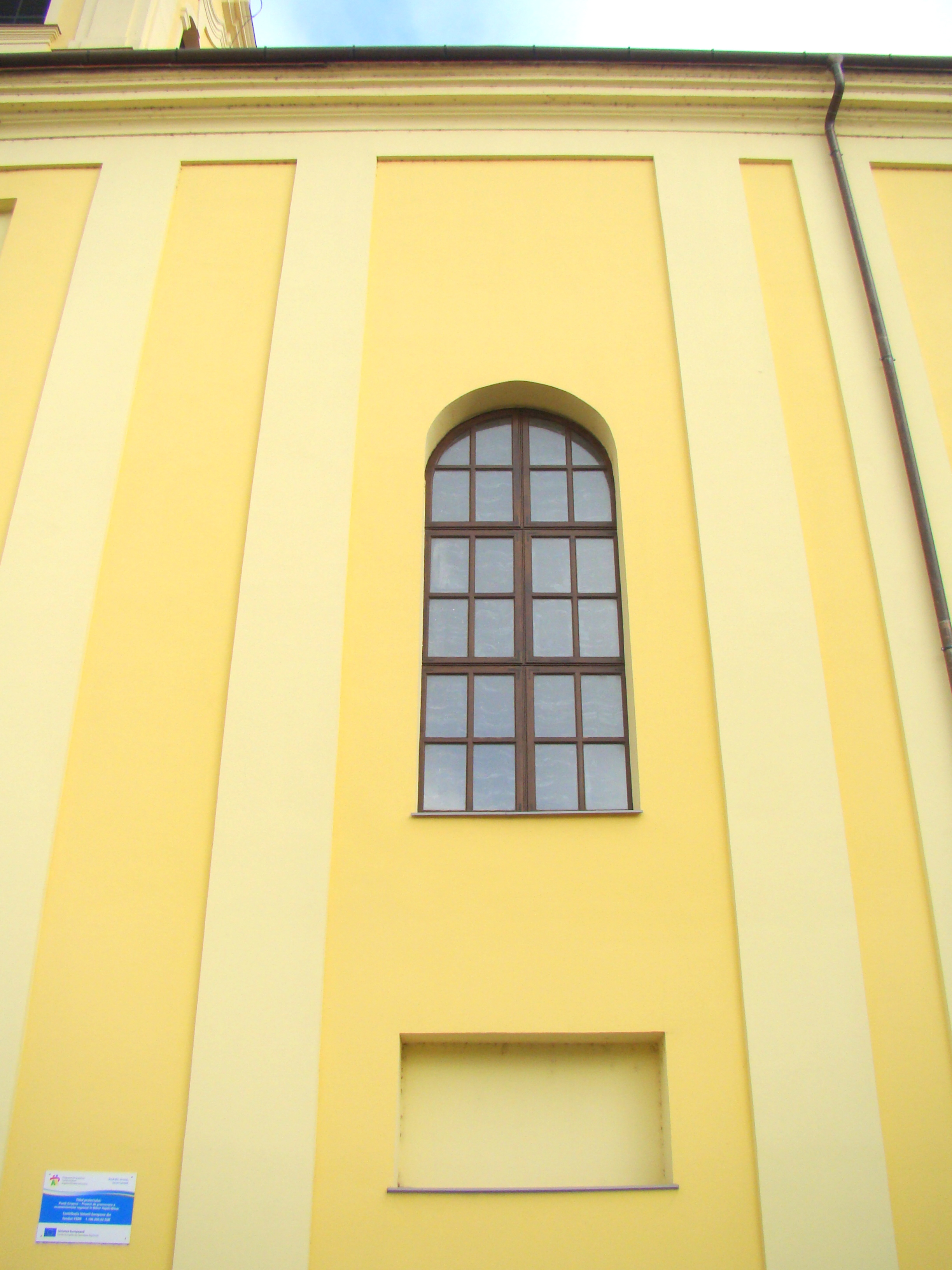
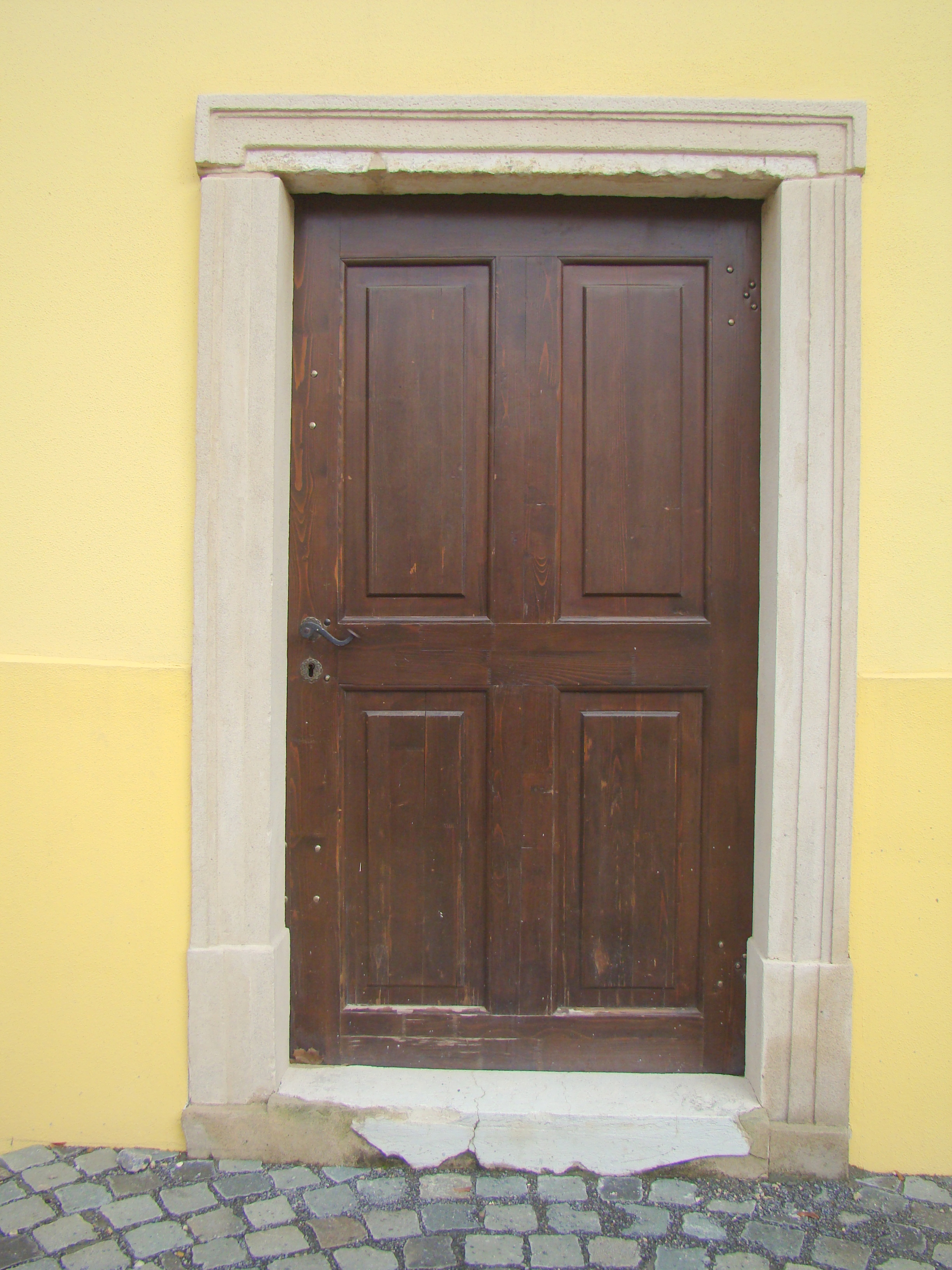
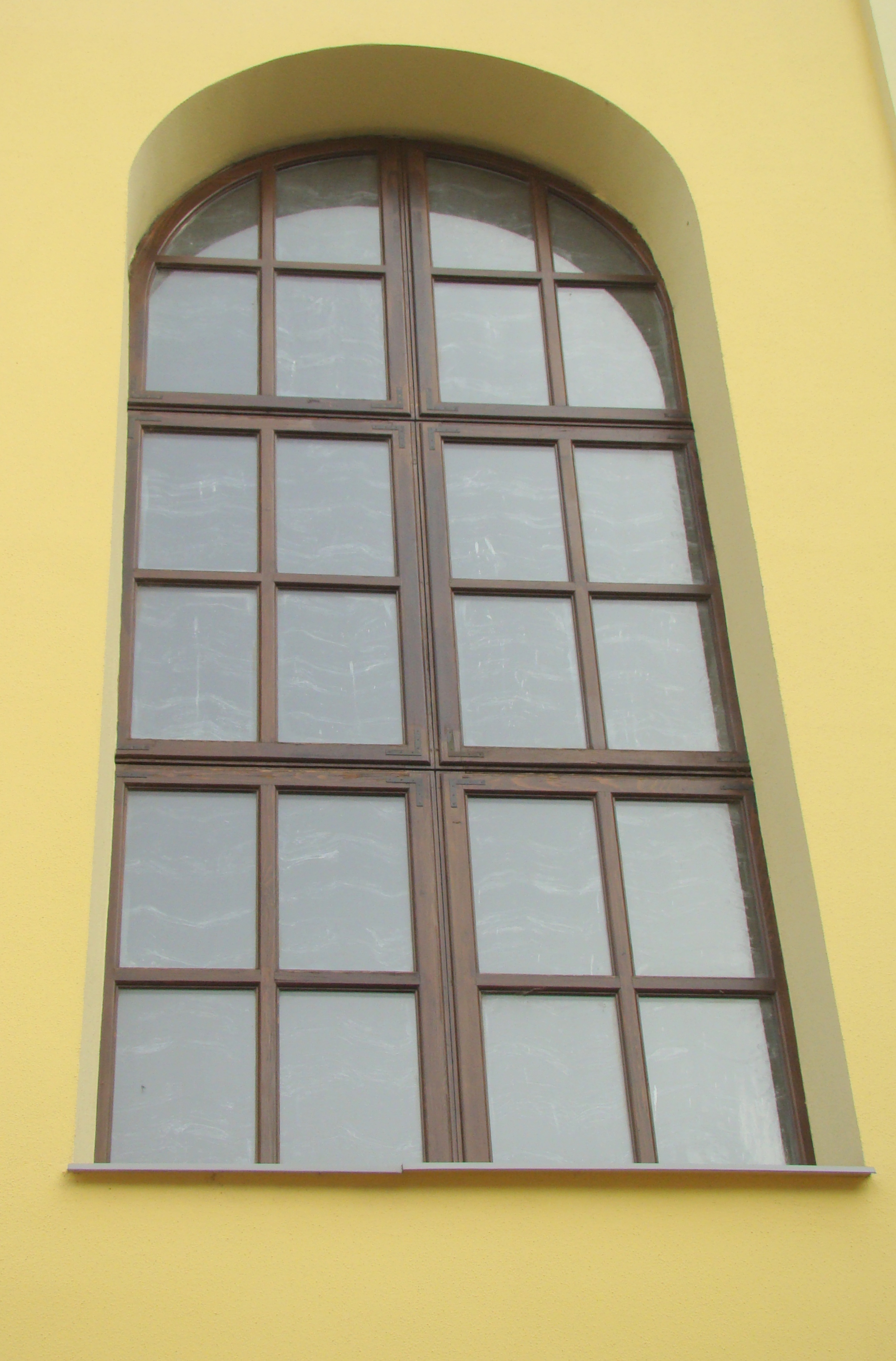
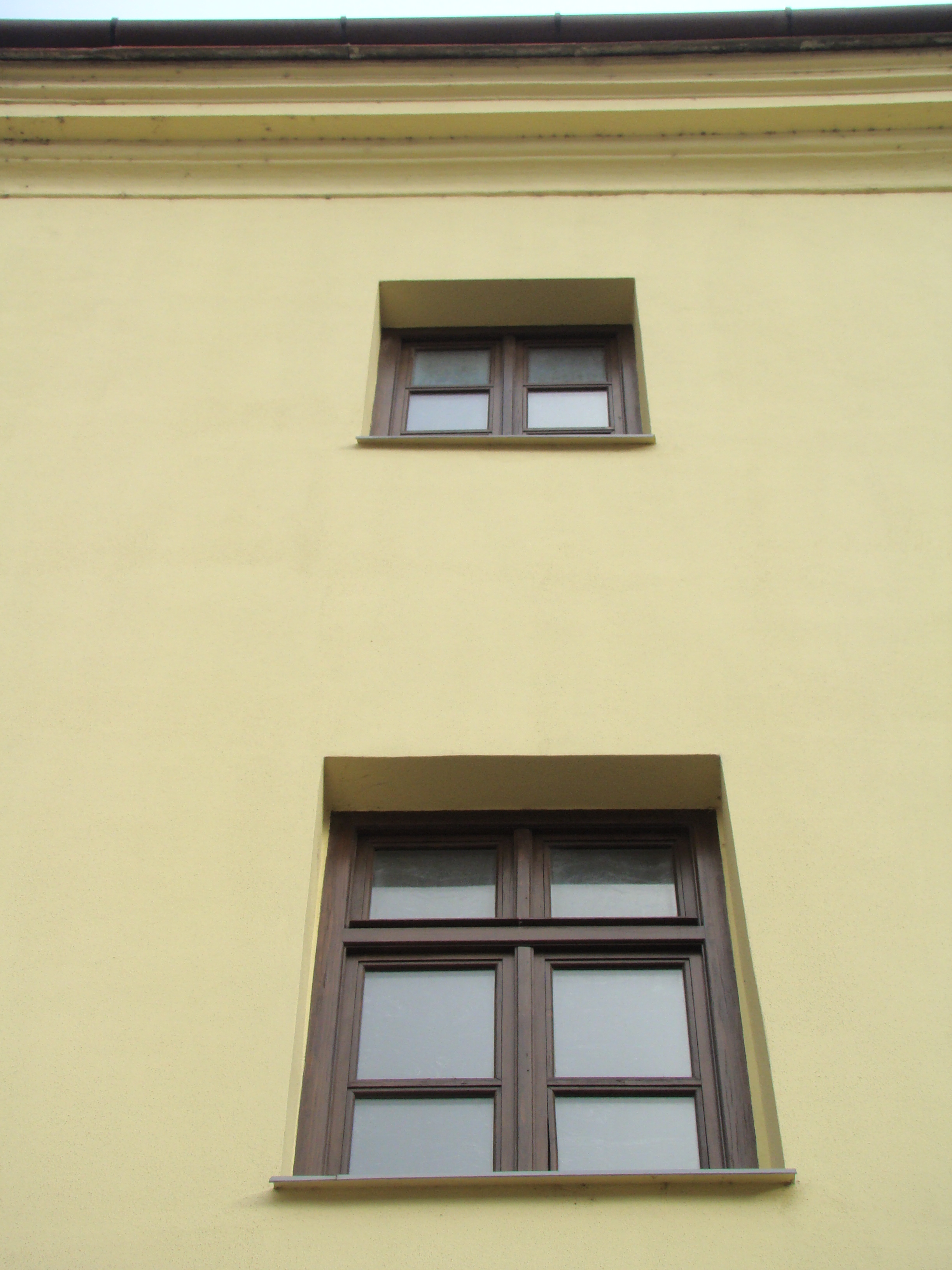
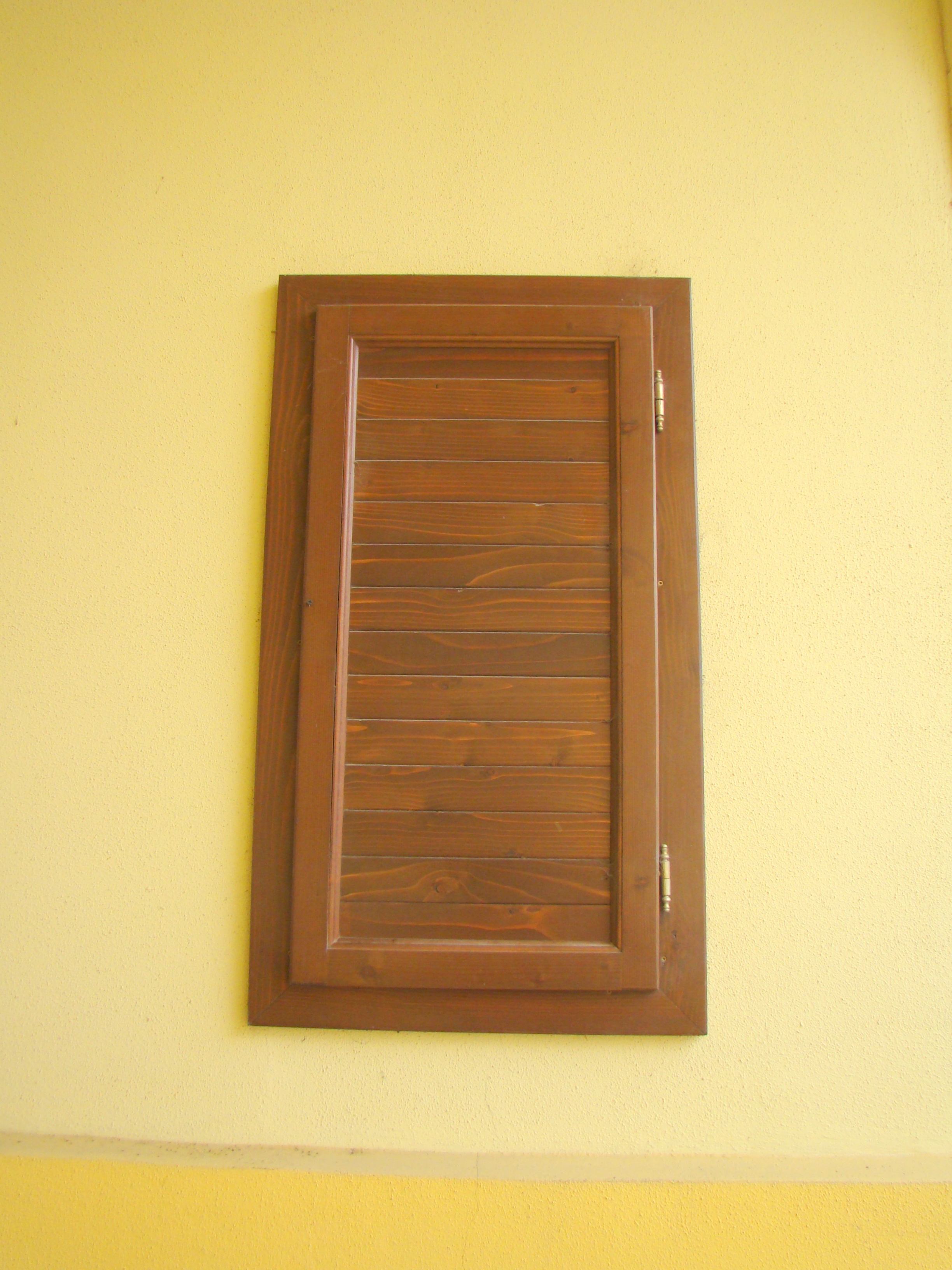
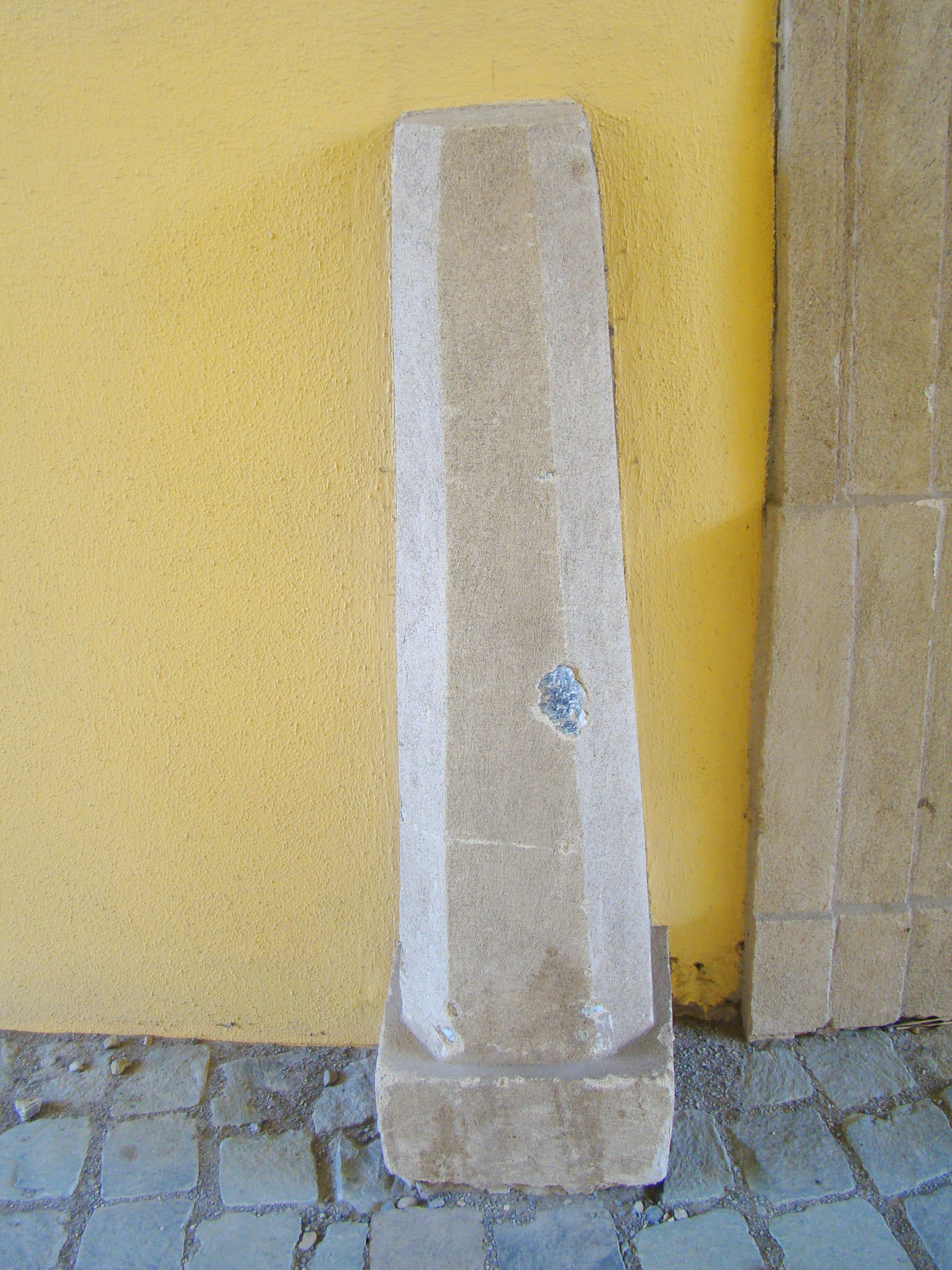
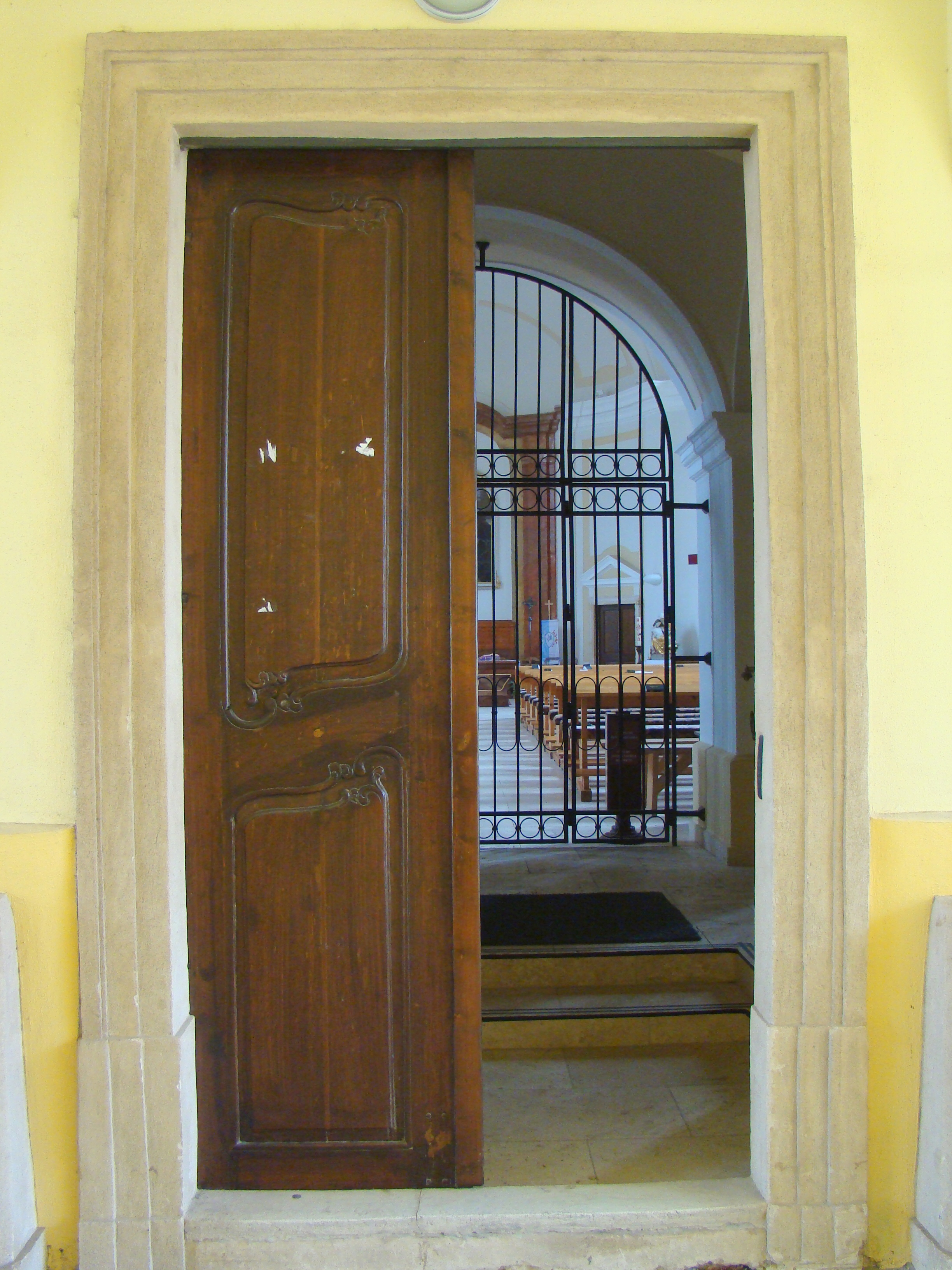
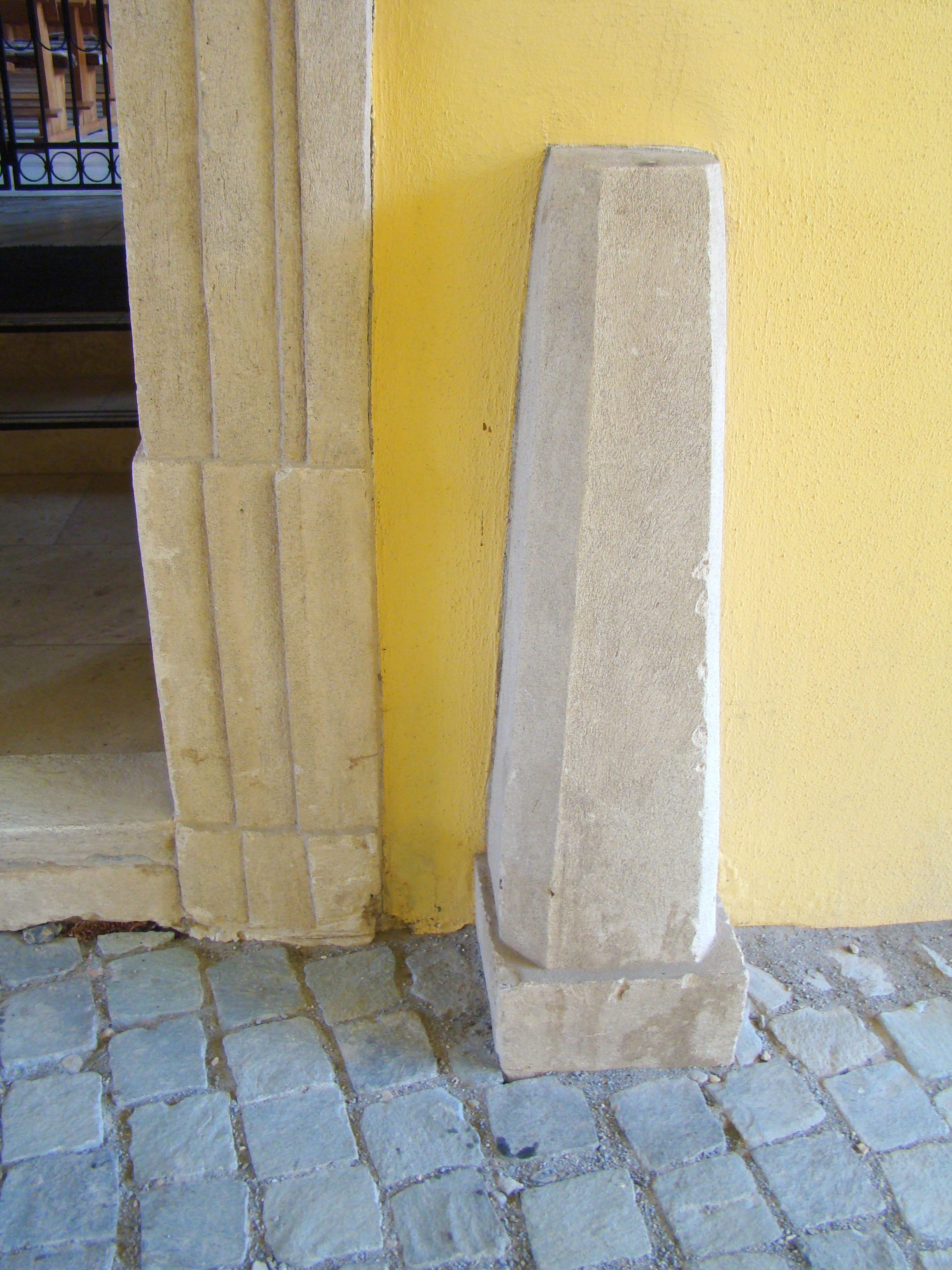
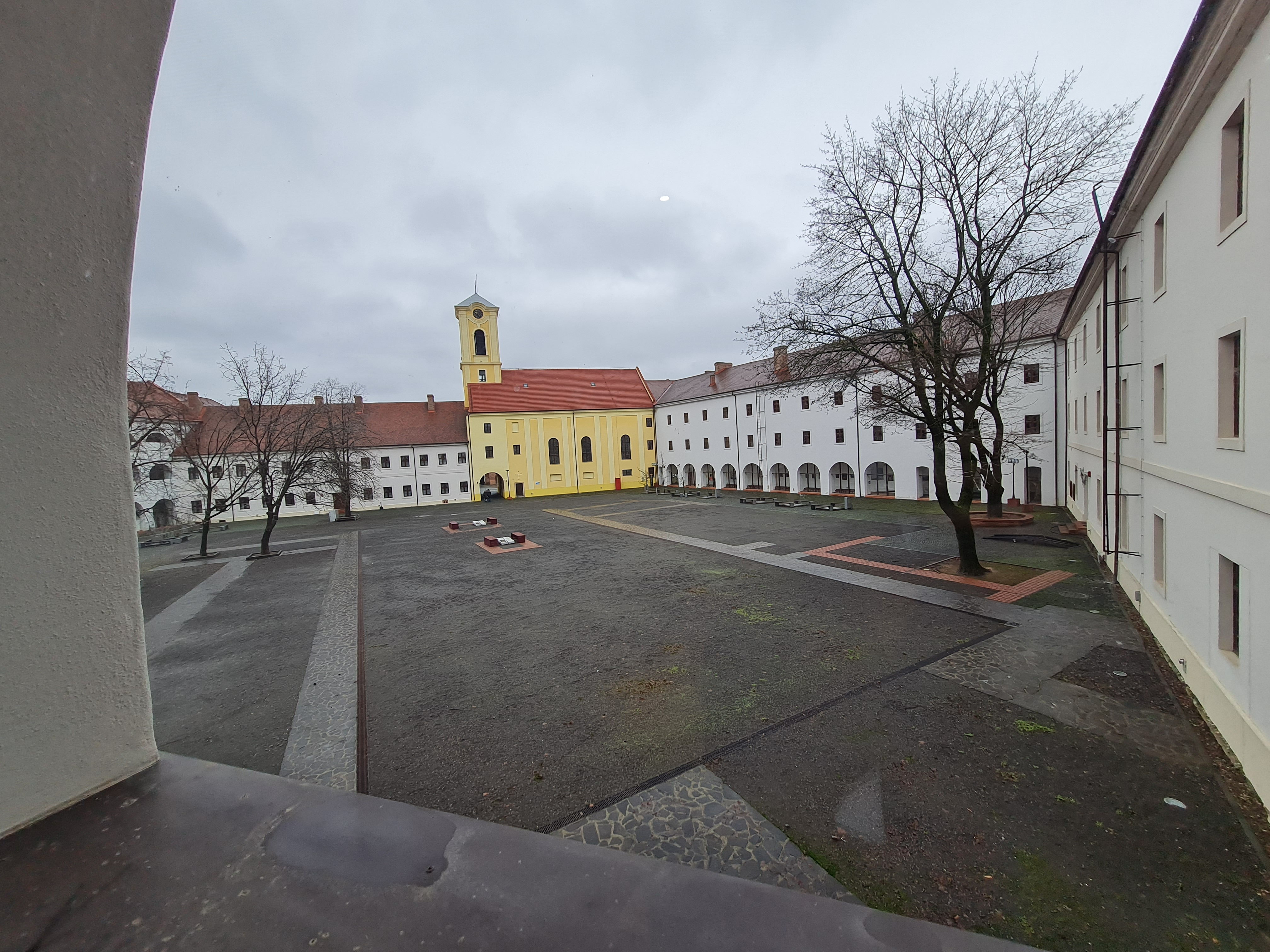

## Imagini din interior

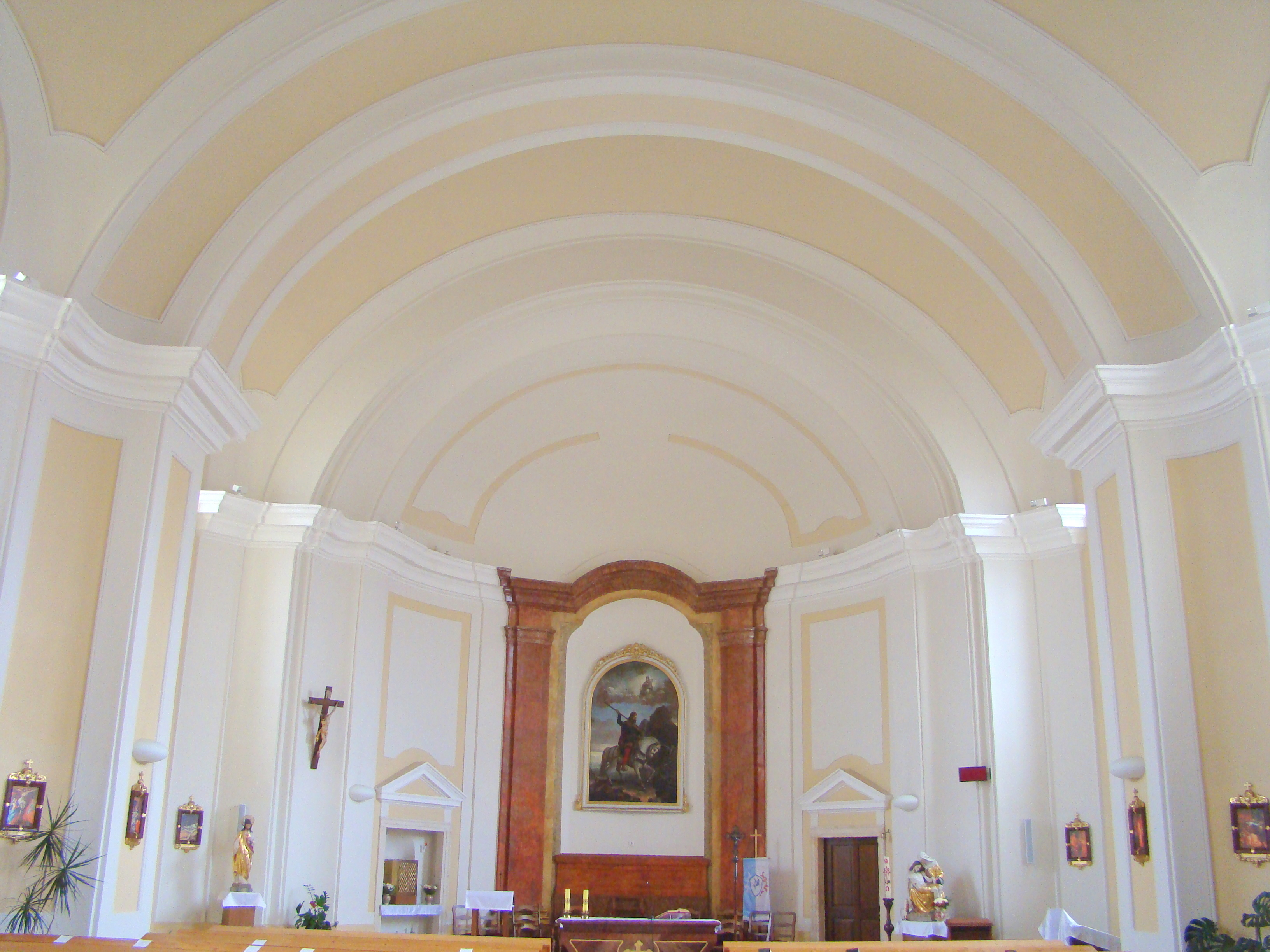
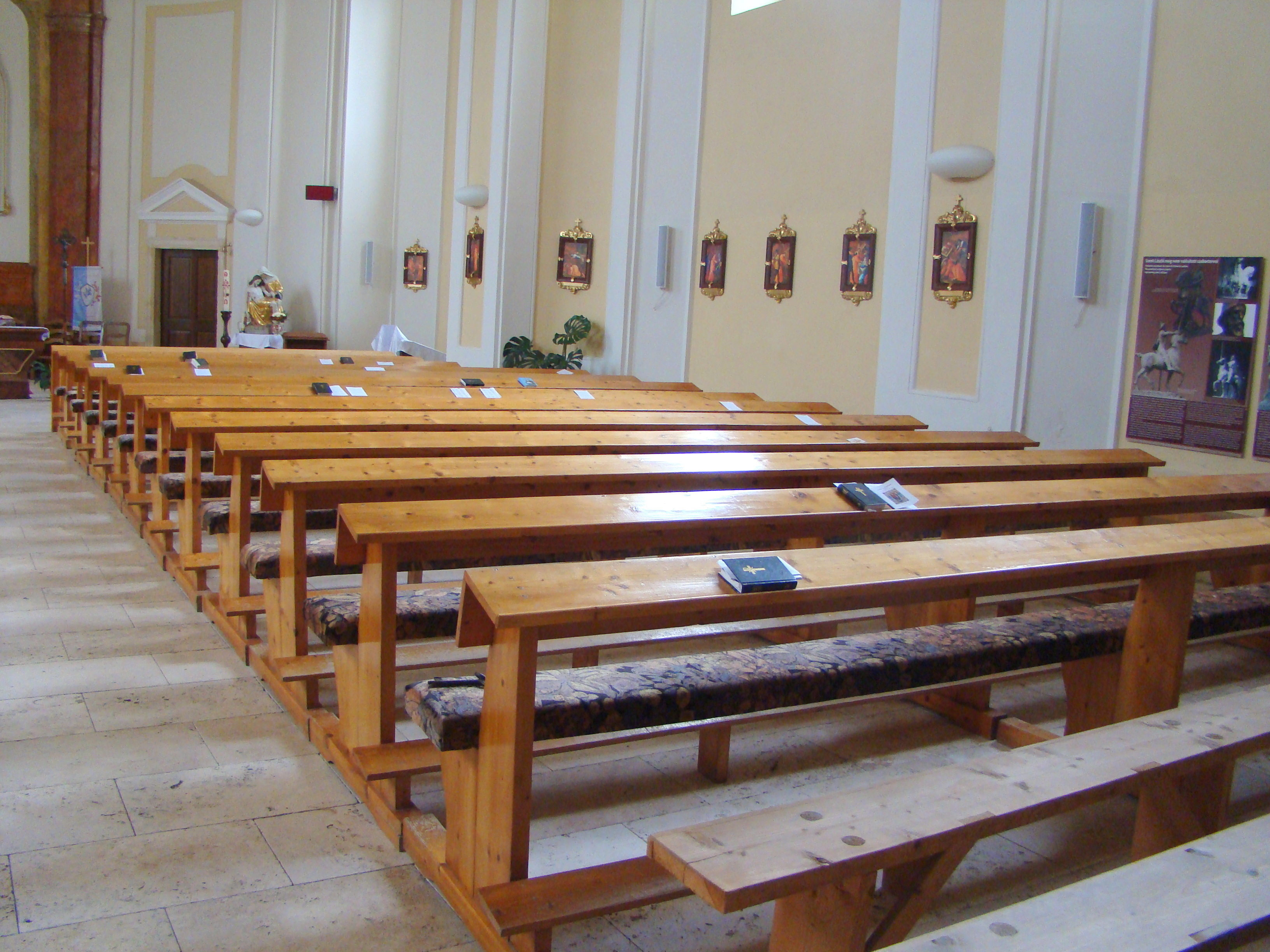
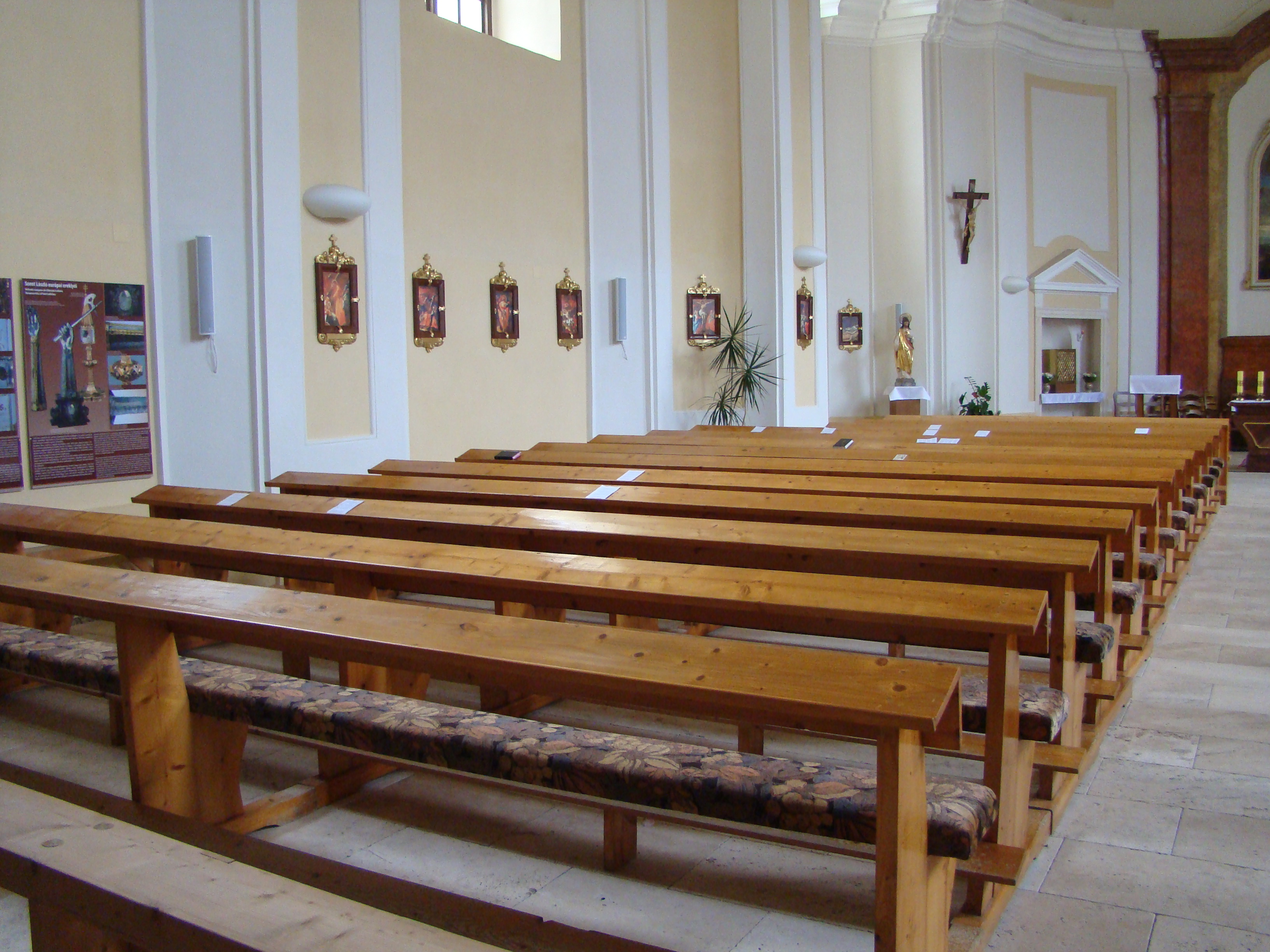
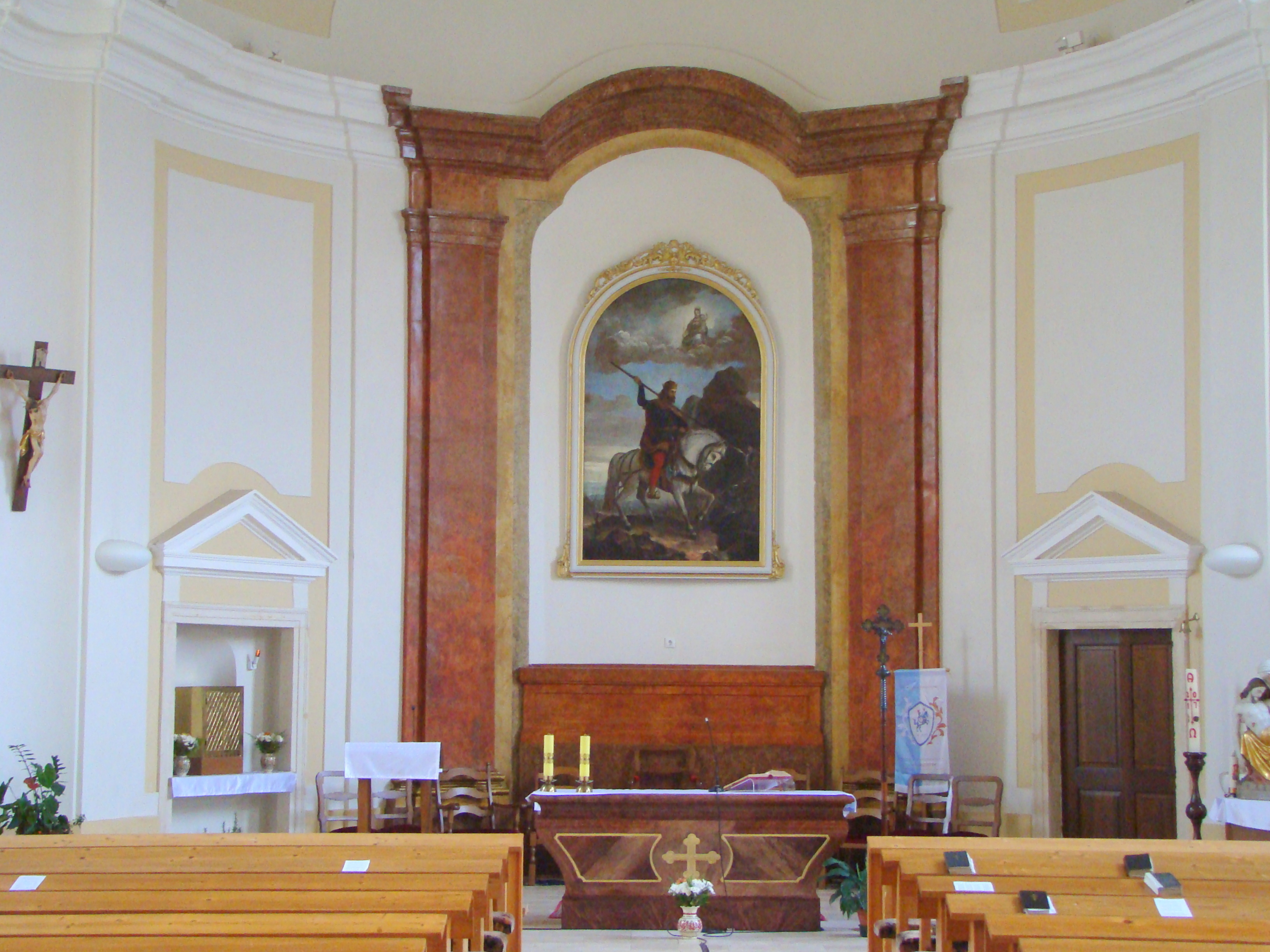
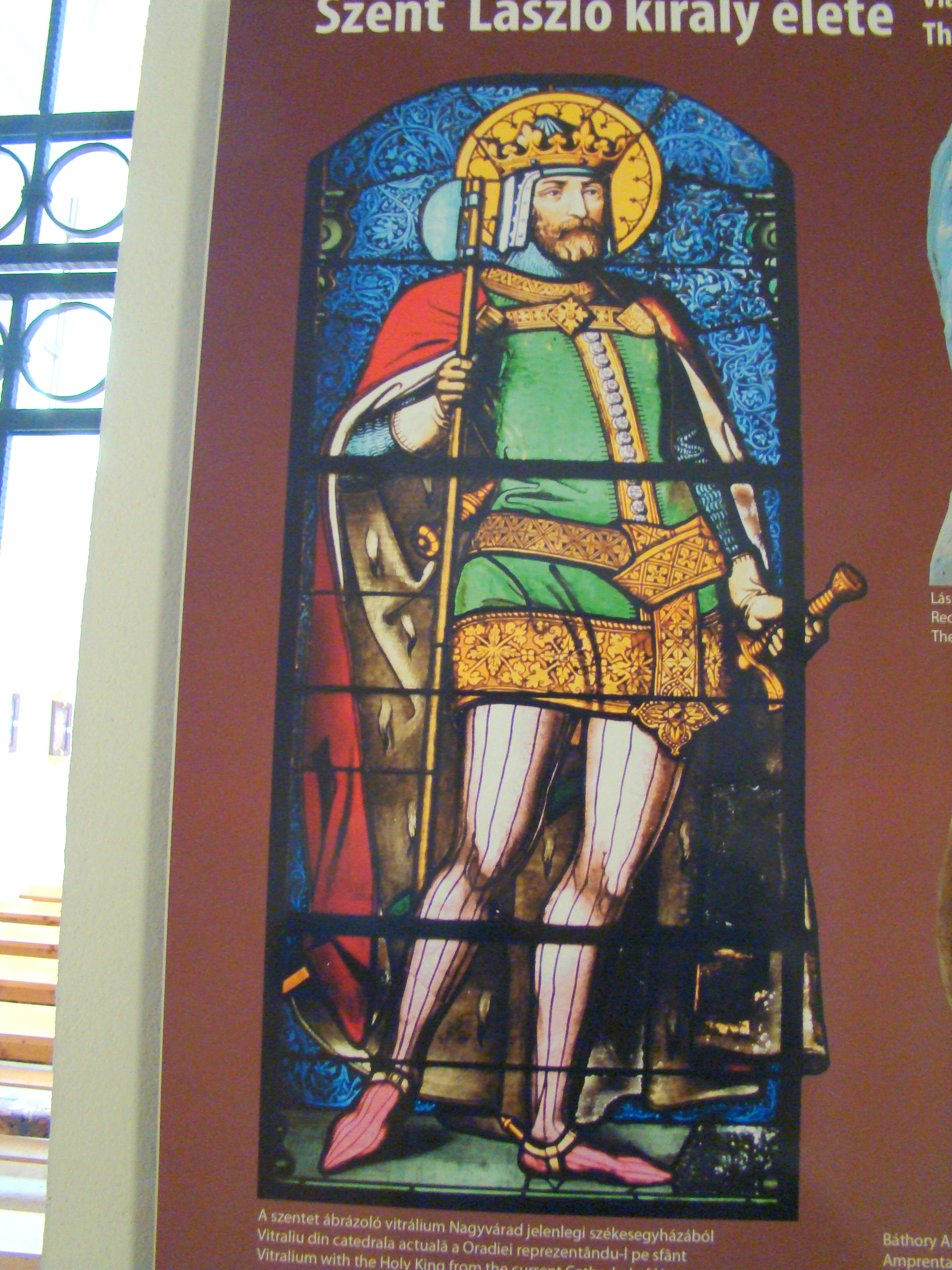
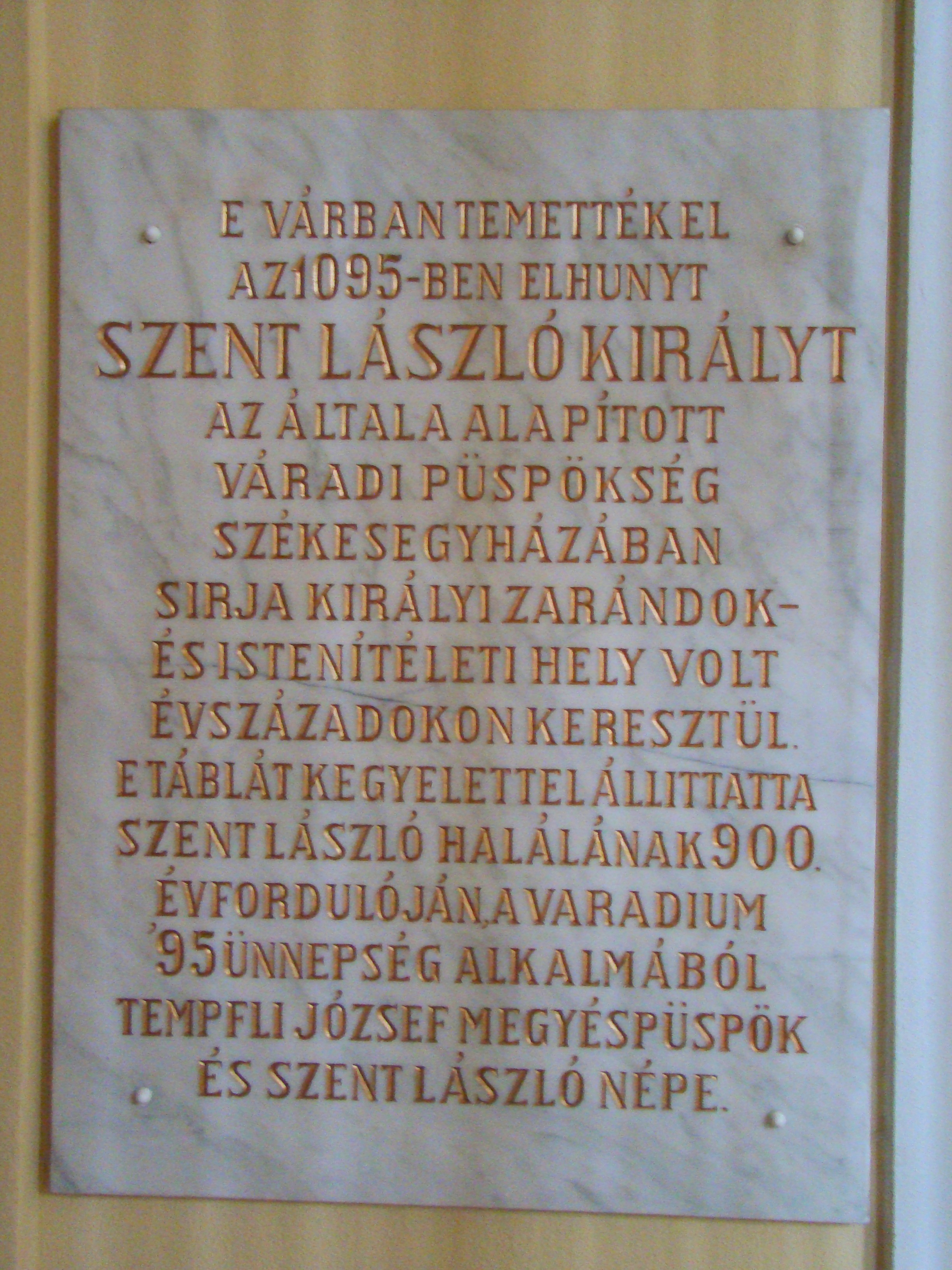
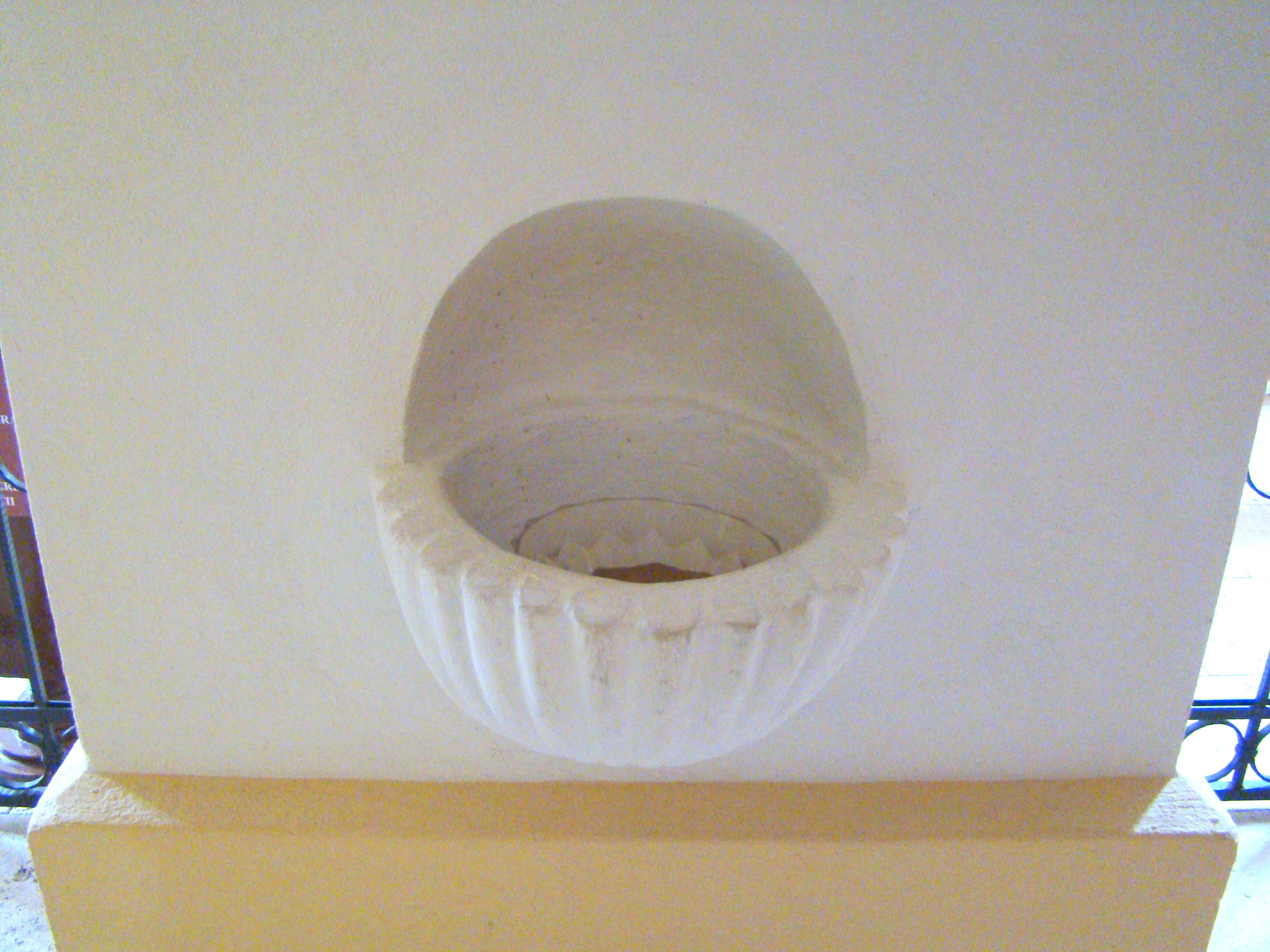
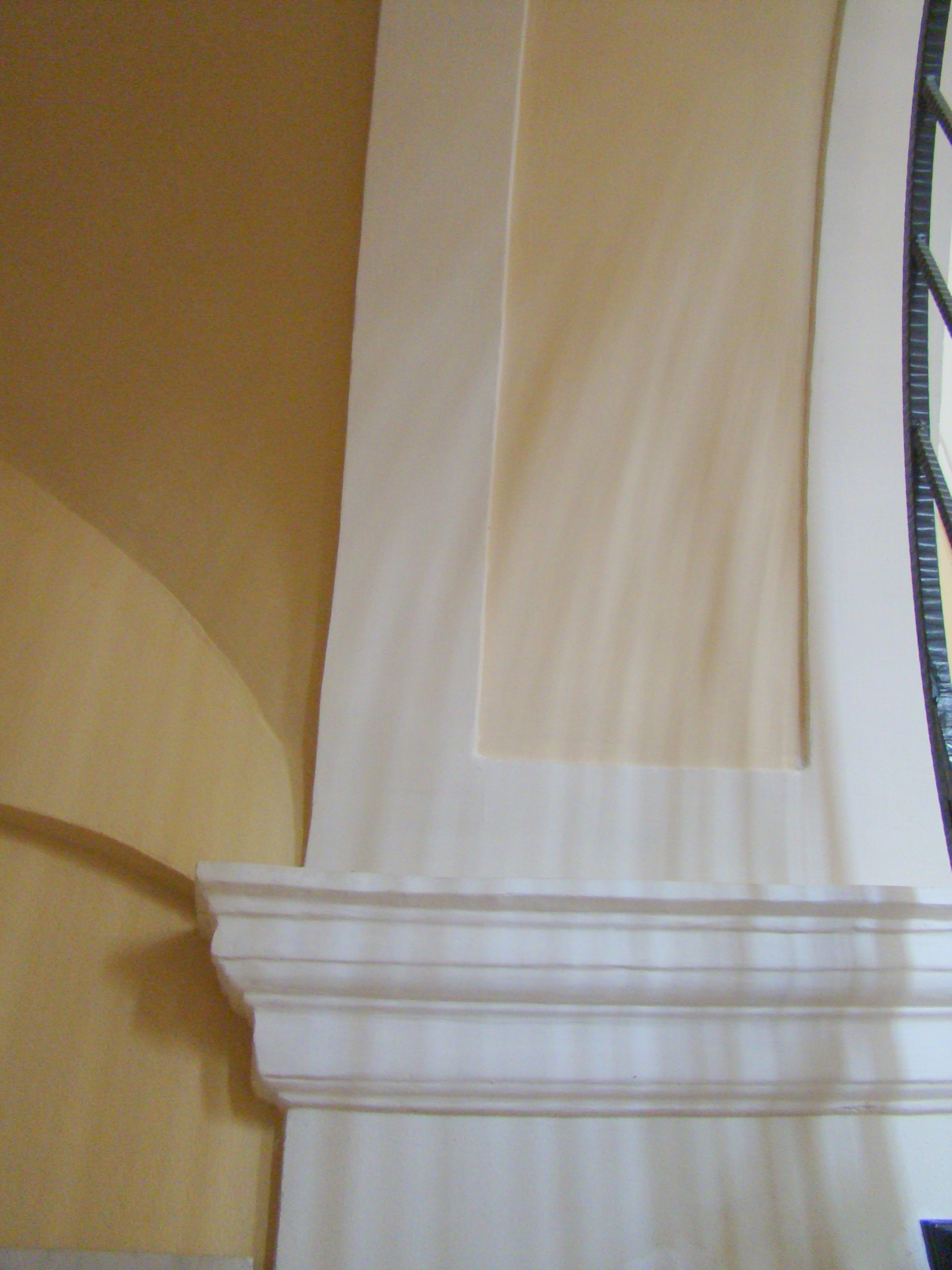
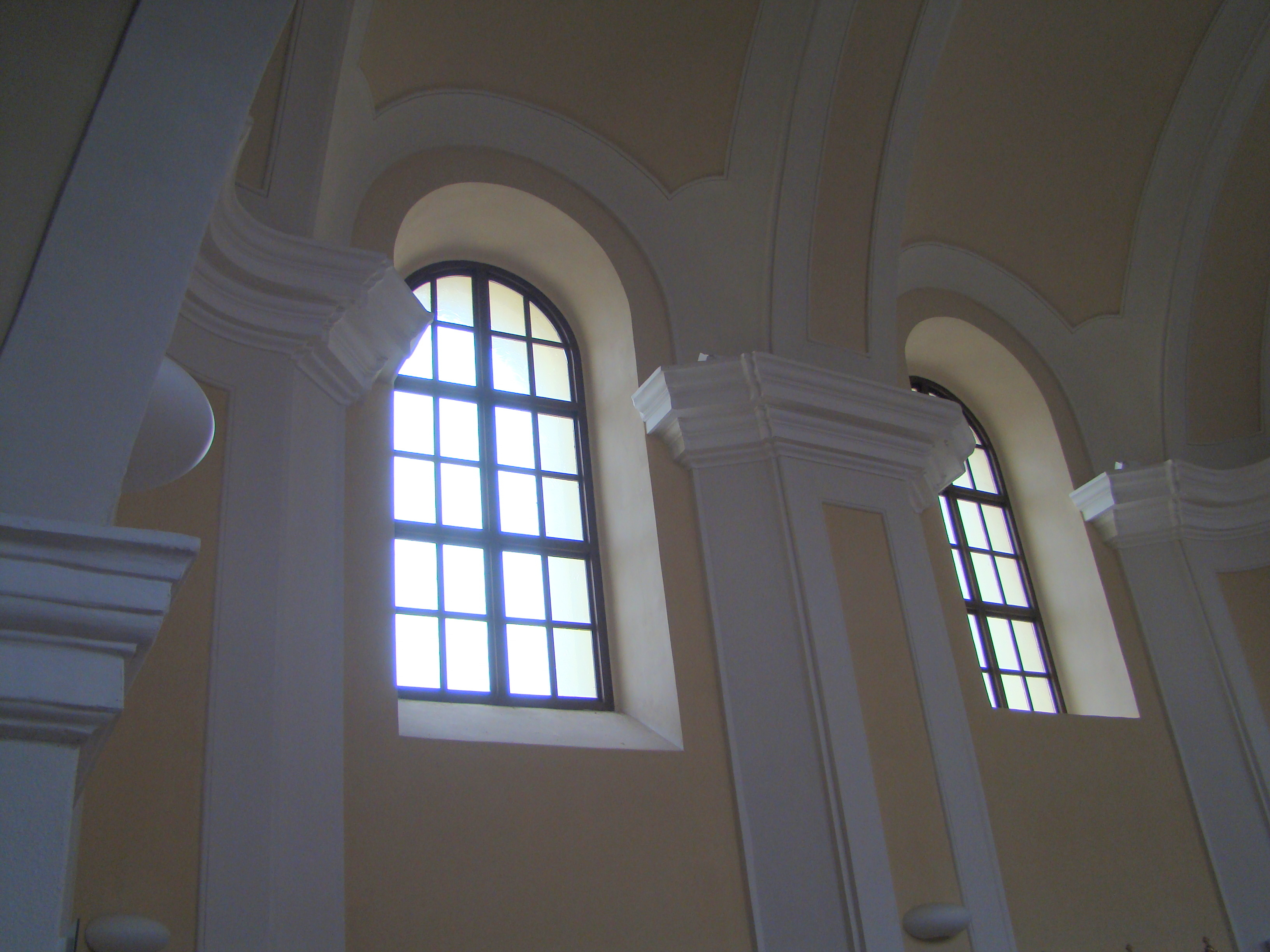
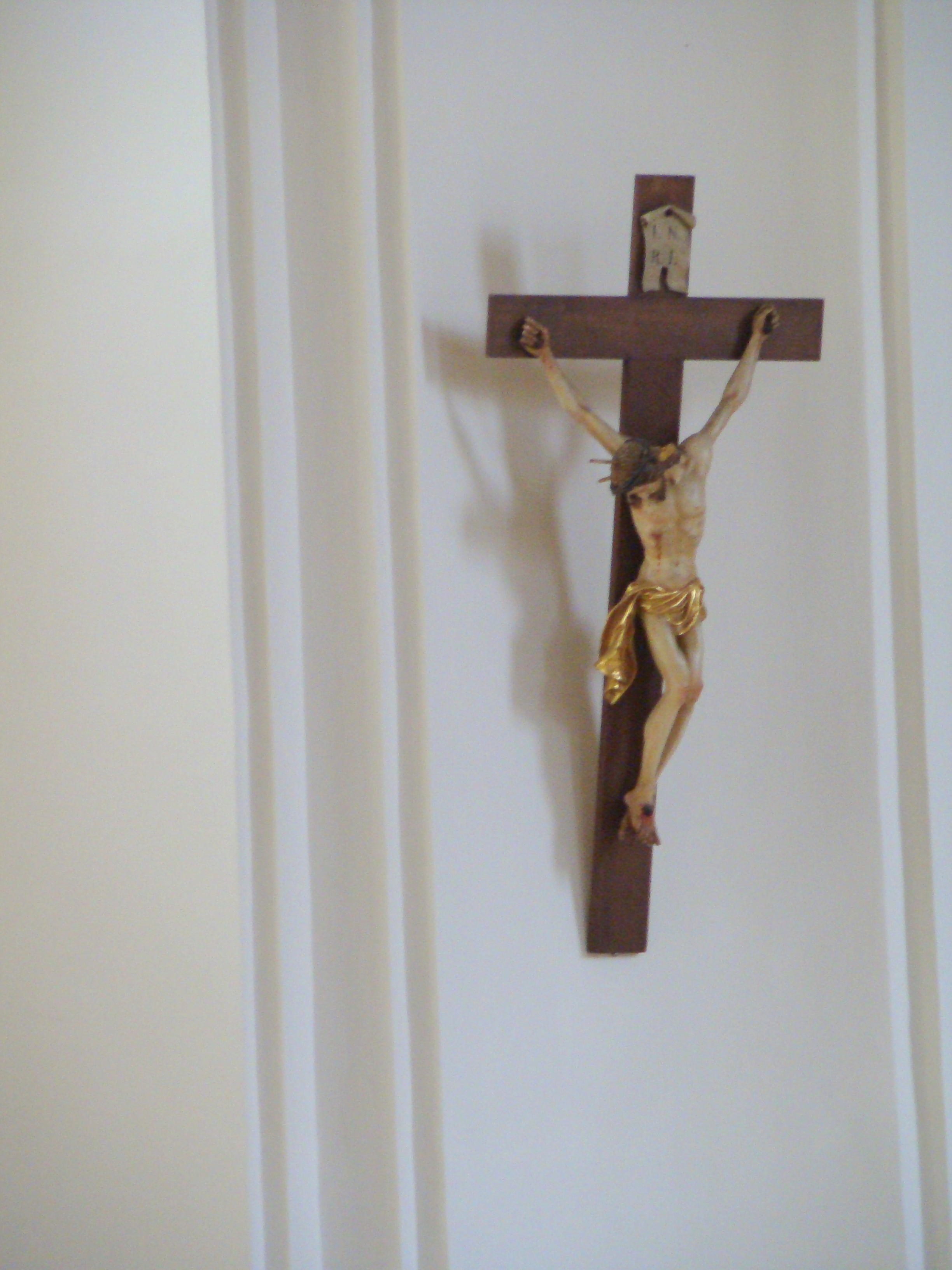
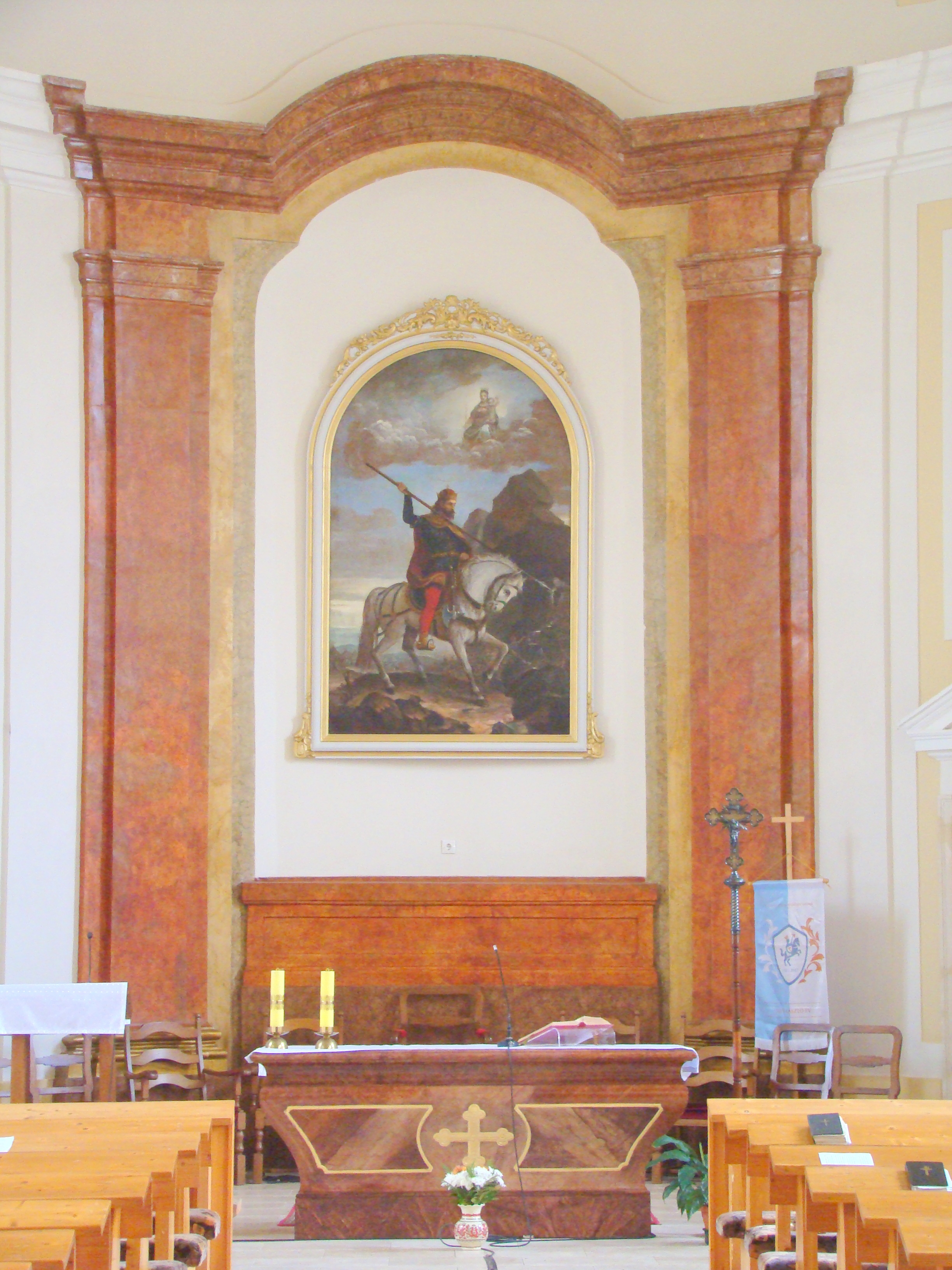
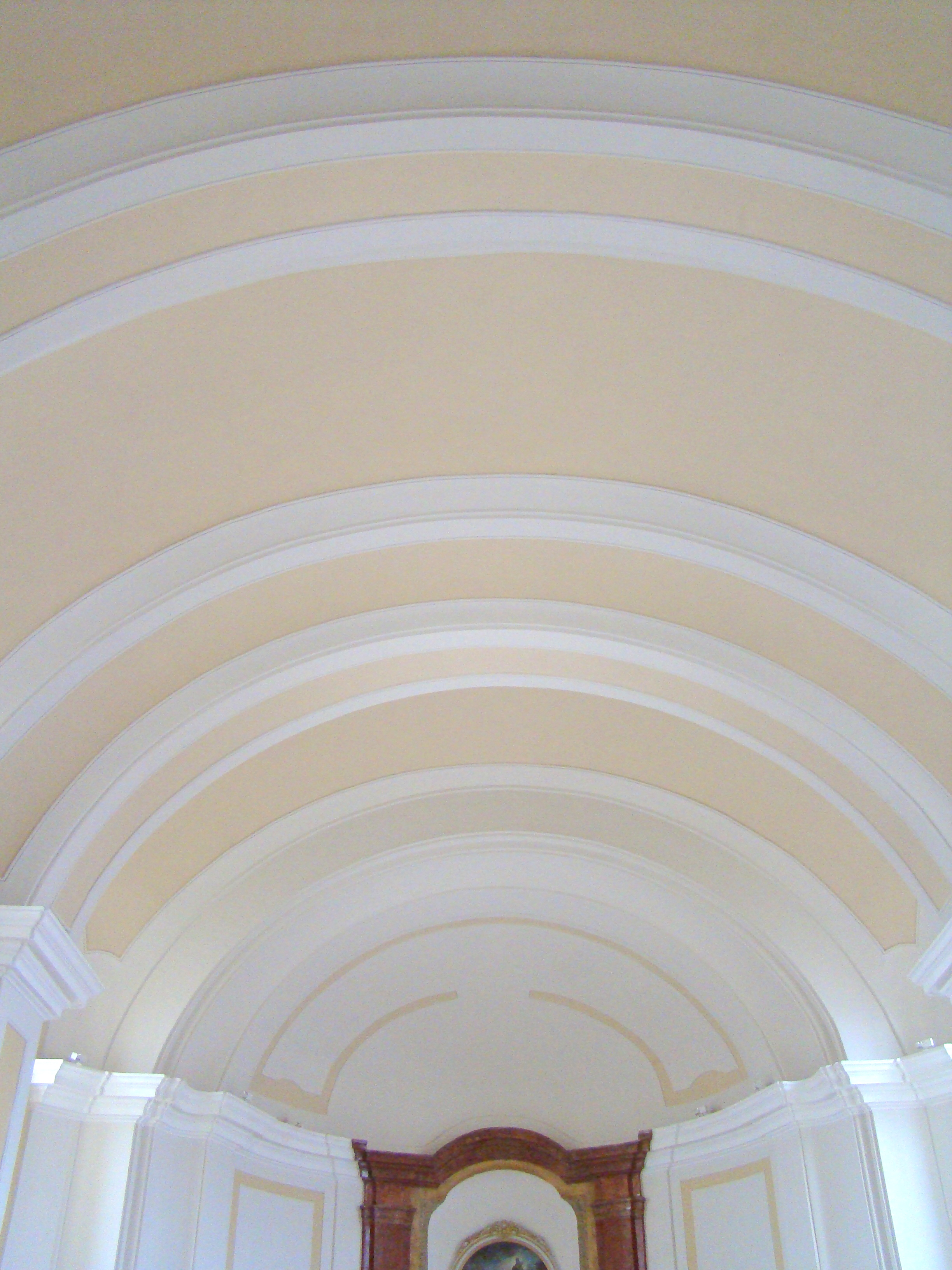
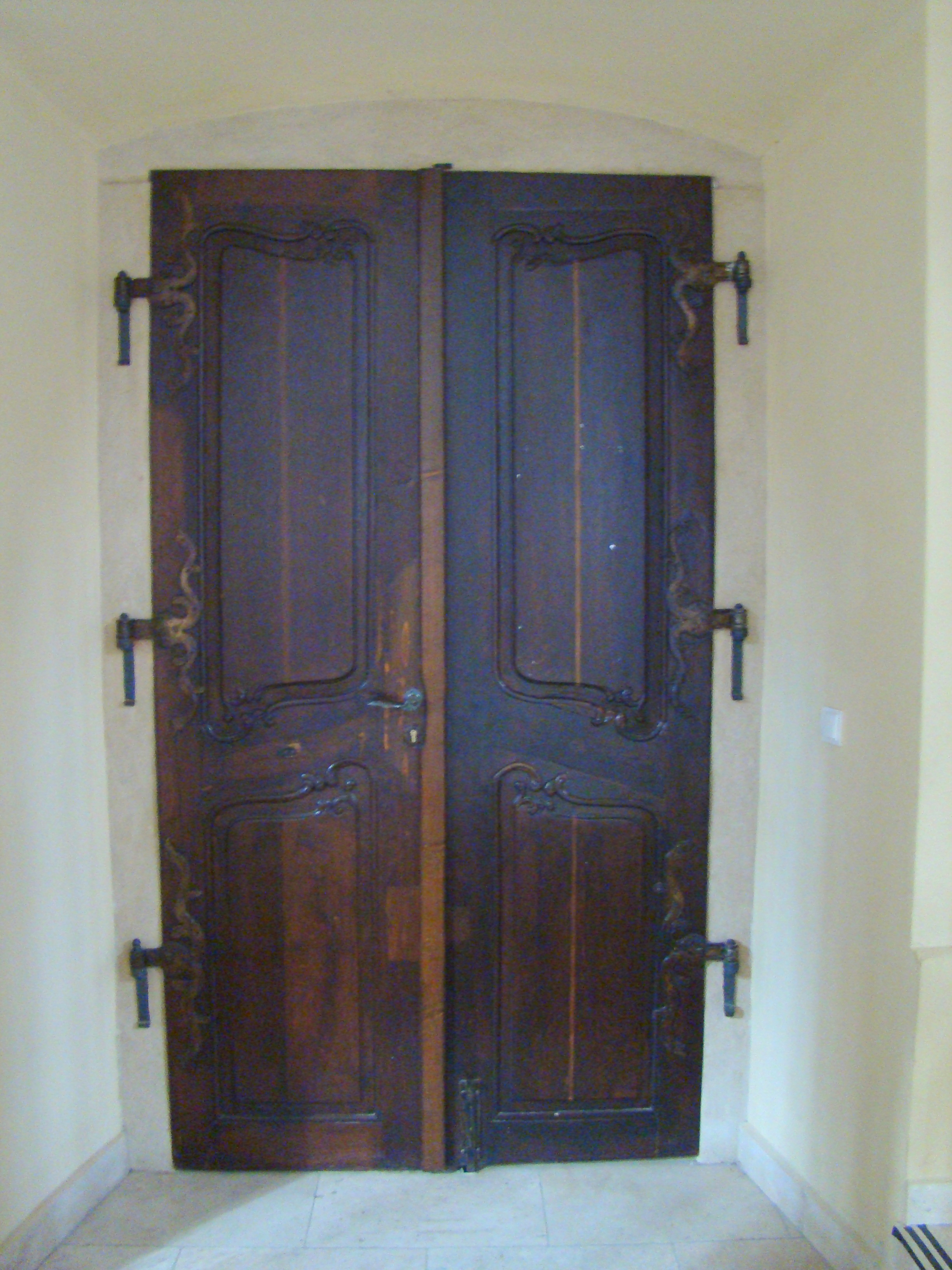
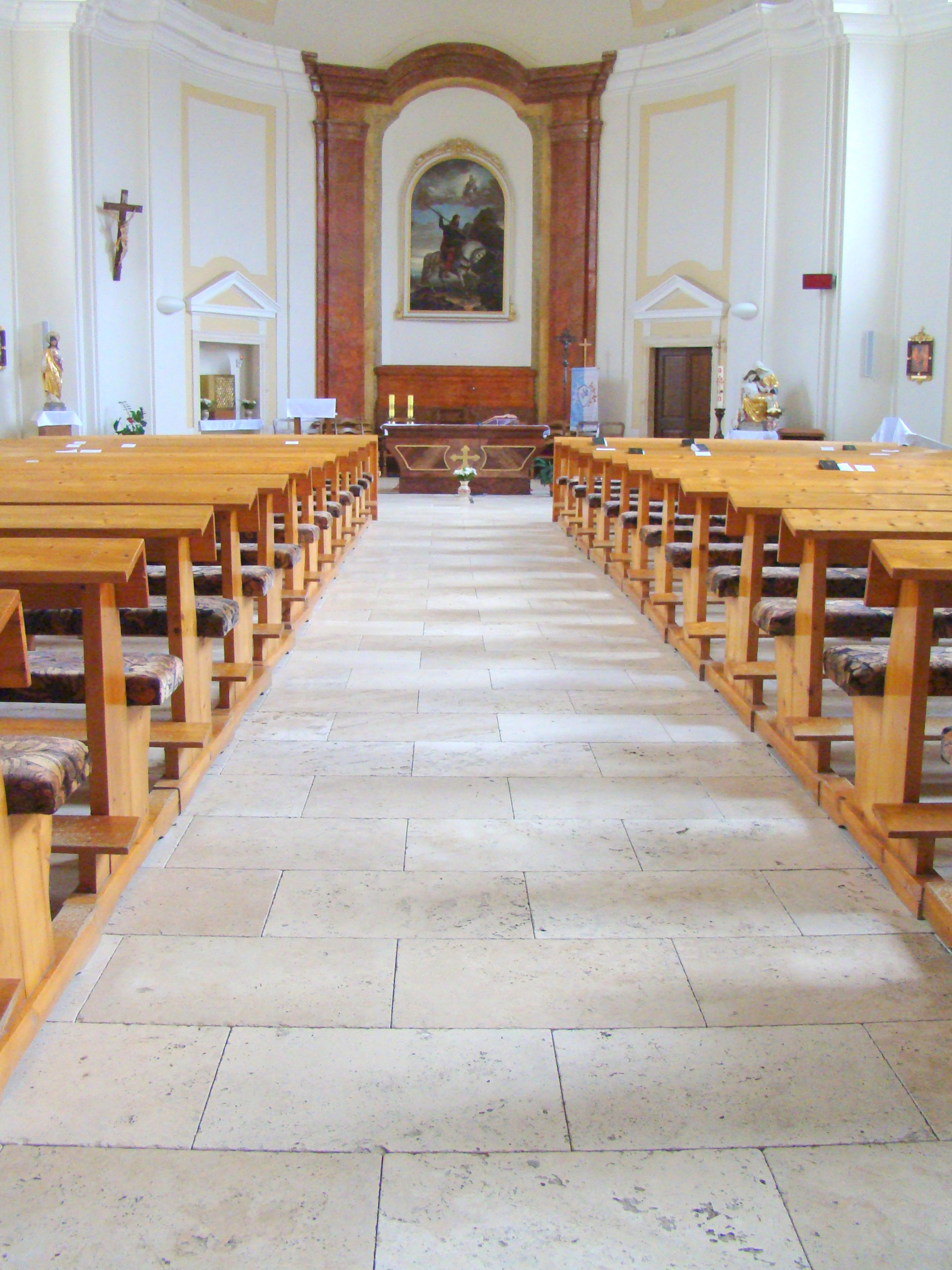
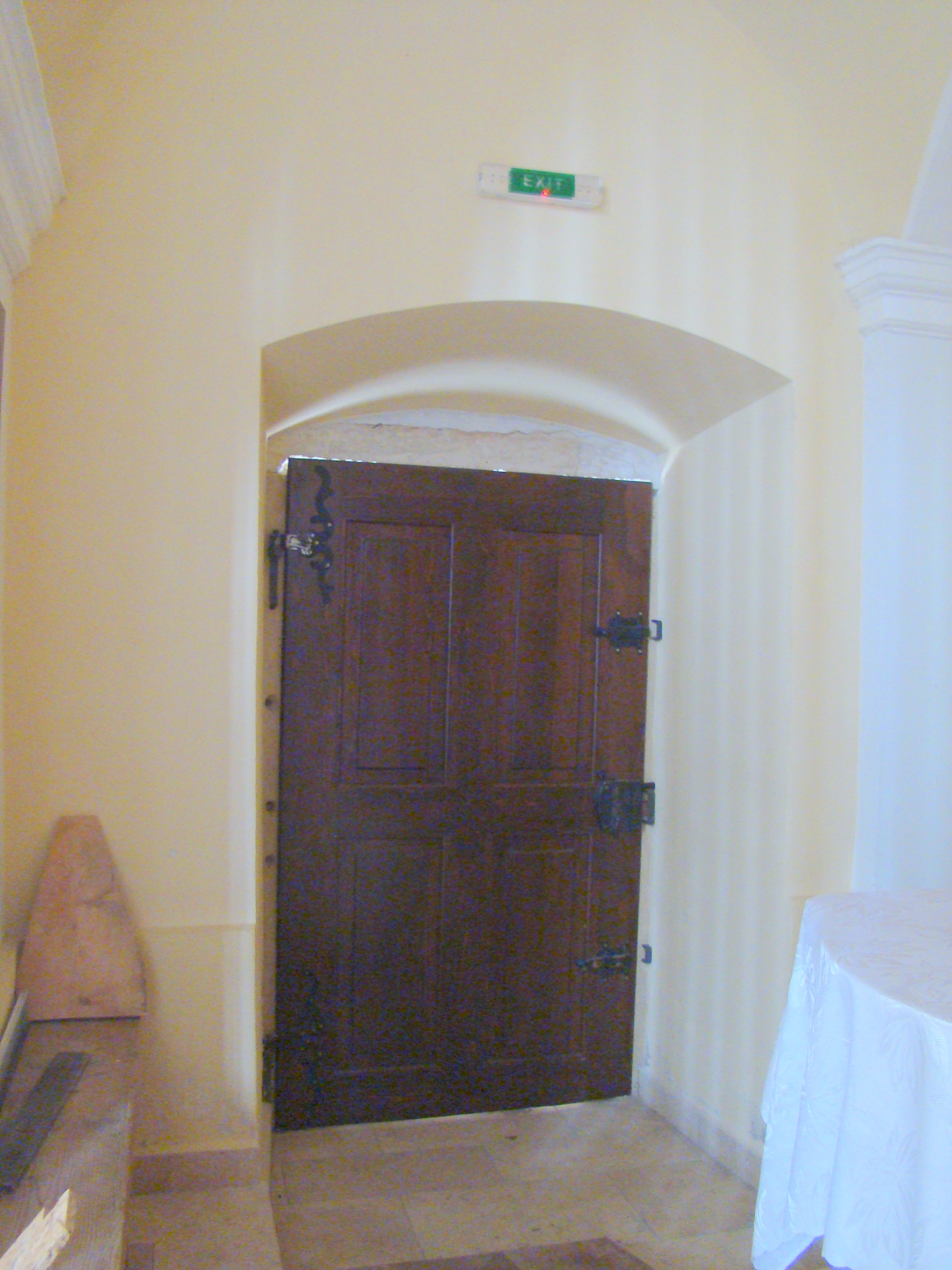
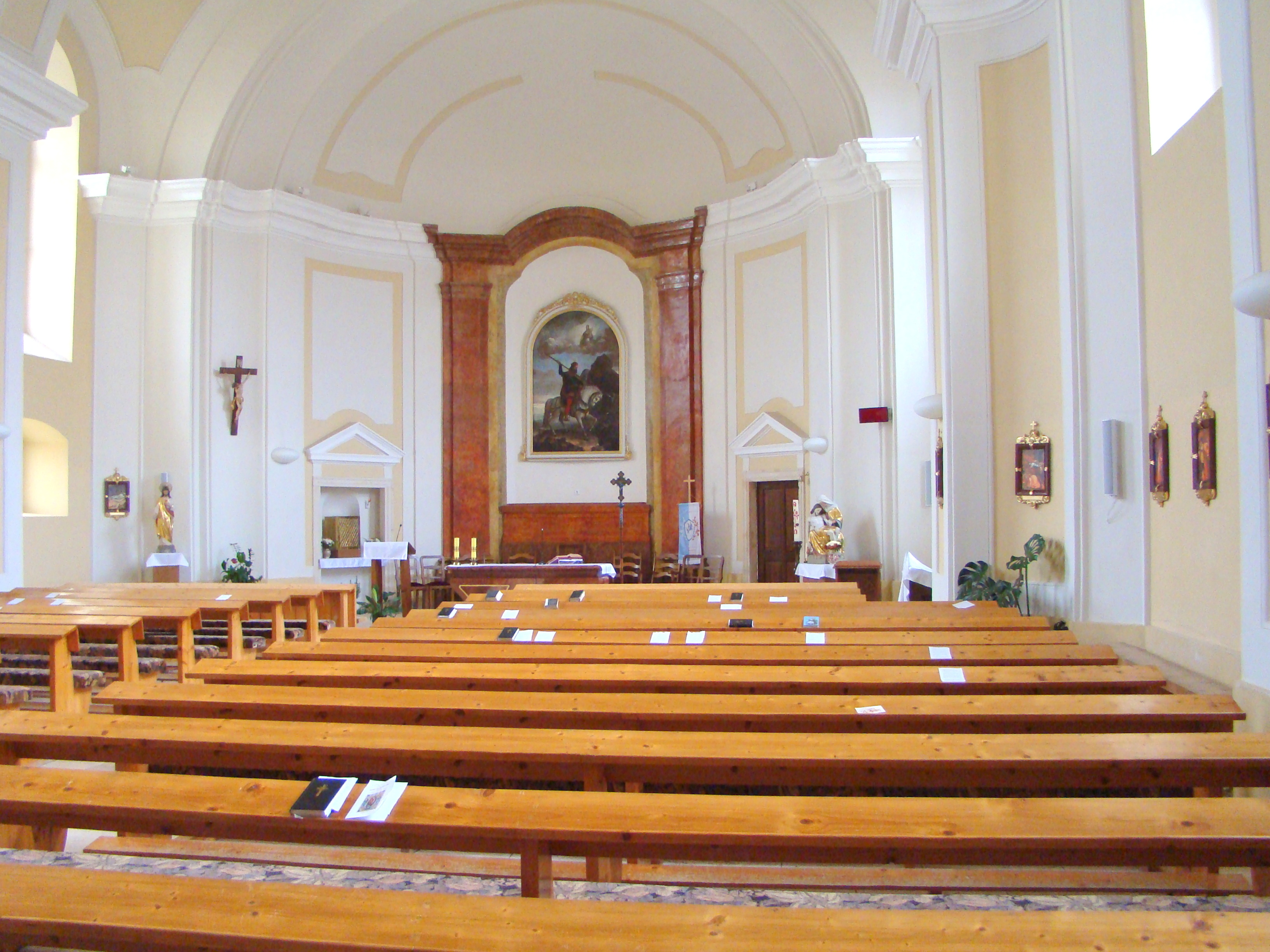

## Vezi și
- Oradea